# Düren (stad)
Düren (Ripuarisch: Düre) is een stad en gemeente in de Duitse deelstaat Noordrijn-Westfalen en de hoofdstad van Kreis Düren. De gemeente telt 91.272 inwoners (31 december 2020) op een oppervlakte van 85,00 km².

## Ortsteilevan Düren

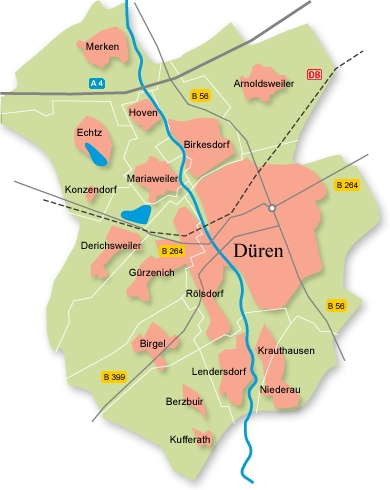
Kaart der stadsdelen van Düren

- Arnoldsweiler (3.214)
- Berzbuir (468)
- Birgel (1.745)
- Birkesdorf (8.507)
- Derichsweiler (2.696)
- Düren (53.498), met inbegrip van o.a. de volgende wijken en voormalige stadsdelen:
  - Rölsdorf, ten zuidwesten van het centrum
  - Düren-Nord, een sterk multiculturele, in de oorlog gespaard gebleven stadswijk met nog veel huizen uit de periode 1880-1930
  - Satellitenstadt, een hoogbouwwijk uit de jaren 1960, en Distelrath (beide ten oosten van het centrum)
- Echtz (2.114)
- Gürzenich (6.163)
- Hoven (1.888)
- Konzendorf (qua bevolkingscijfer bij Echtz inbegrepen)
- Krauthausen (310)
- Kufferath (331)
- Lendersdorf (3.693)
- Mariaweiler (2.744)
- Merken (3.008)
- Niederau (2.592)

Tussen haakjes het aantal inwoners (gemeentetotaal: 92.971 personen) op peildatum 31 december 2020.

## Geografie, infrastructuur
Düren ligt in het Rijnland tussen de Eifel in het zuidwesten en de grotendeels door de bruinkoolwinning sterk veranderde, door landbouw gedomineerde gebieden in het oosten. De stad ligt reeds sinds de Romeinse tijd op een strategisch punt, halverwege Keulen en Aken.
Dwars door de gemeente stroomt de Roer.

### Buurgemeentes
- Kreuzau, Nideggen en Heimbach in het zuiden
- Jülich en Niederzier in het noordnoordwesten
- Langerwehe in het westnoordwesten
- Vettweiß en Zülpich  in het zuidoosten
- Hürtgenwald in het gelijknamige bos, in het zuidwesten
- Merzenich in het noordoosten
- Nörvenich in het oosten

### Belangrijkste verkeersaders
- De Autobahn A4 Aken - Keulen, met afrit nr. 6 ten noorden van de stad. Vanuit Düren-centrum is het via de A4 zowel naar de Dom van Keulen als naar de Dom van Aken ongeveer 40 km rijden.
- De Bundesstraße 56 van Jülich, 19 km ten noordwesten van Düren, via de kruising met de A4 en het stadscentrum, zuidoostwaarts naar Zülpich en Euskirchen (31 km van Düren)
- De Bundesstraße 399 vanuit Simmerath in het zuidwesten en de Bundesstraße 264 vanuit Eschweiler in het westen komen in Düren samen. De B264 loopt vanuit Düren oostwaarts naar Frechen, dicht bij Keulen.

### Openbaar vervoer

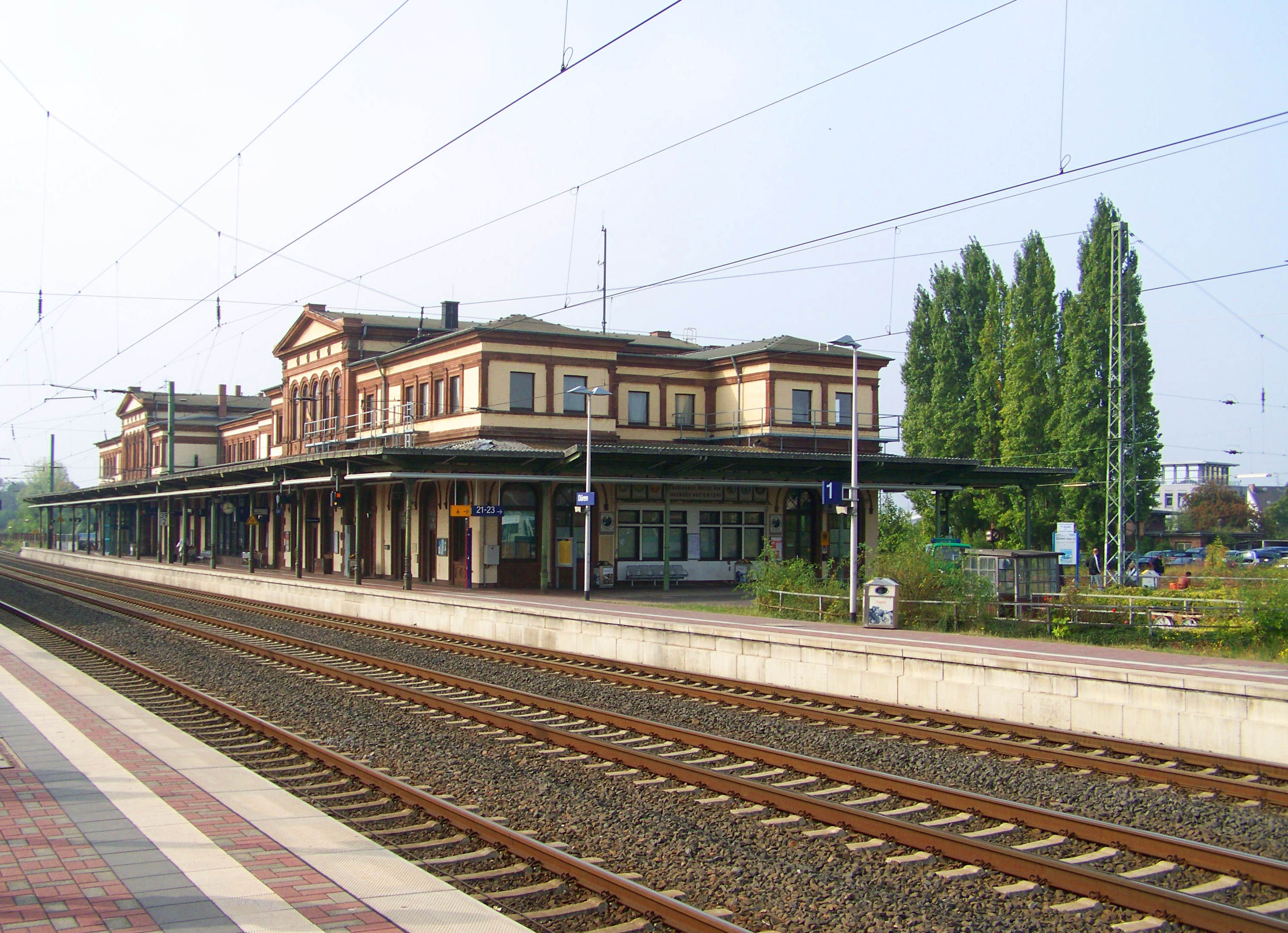
Station Düren
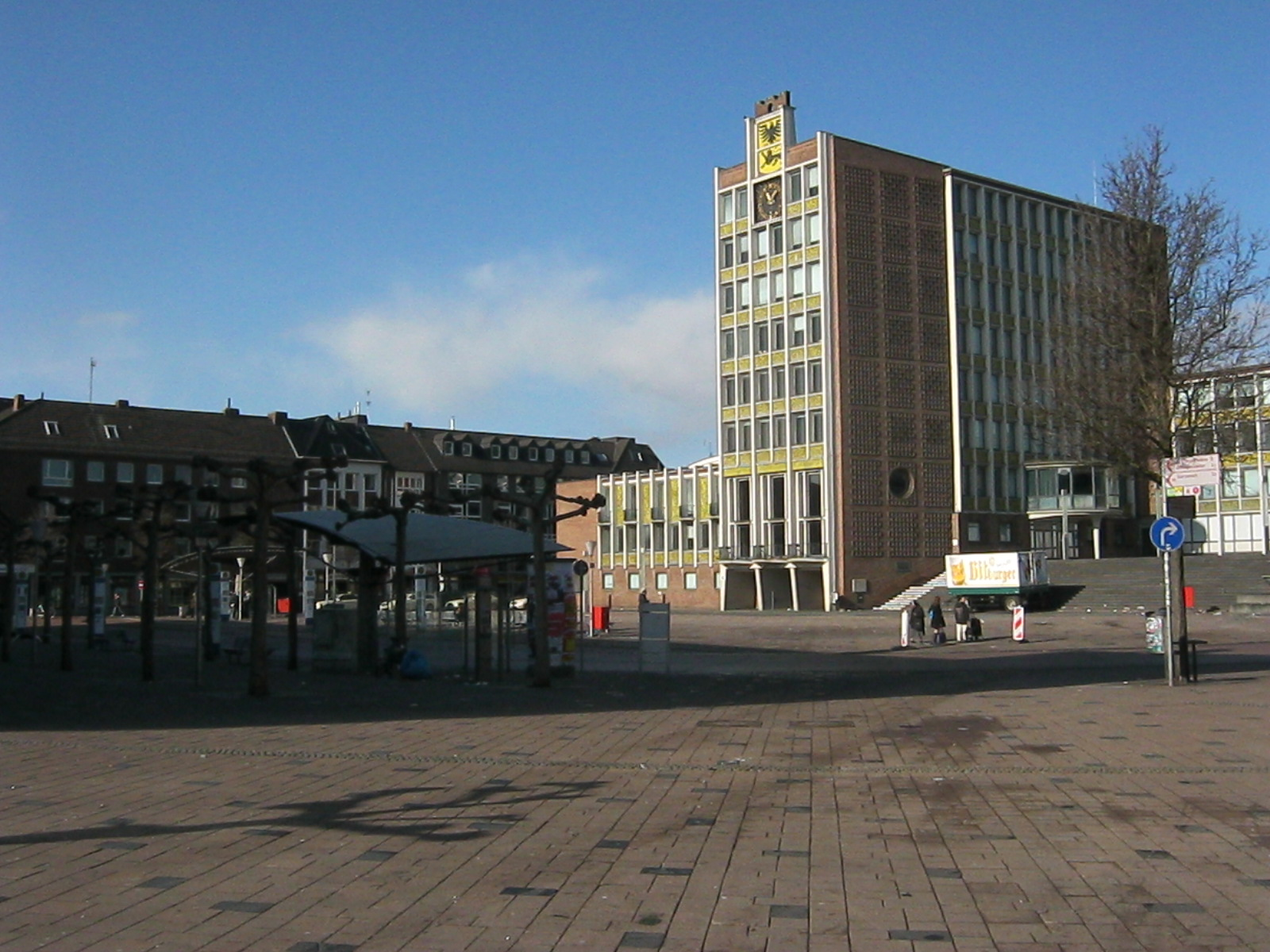
De Kaiserplatz in het stadscentrum met het stadhuis op de achtergrond

Düren heeft een centraal station, Station Düren (Duits: Bahnhof Düren), waar verscheidene spoorlijnen bijeen komen. Dit zijn de lijnen:
- Aken – Keulen
- Düren – Jülich
- Düren – Euskirchen (in december 2020 heropend voor reizigersvervoer)
- Düren – Heimbach

Voorheen lag het ook aan de spoorlijn Düren – Neuss. 
Diverse bij Düren behorende dorpen hebben een eigen spoorweghalte.
Düren heeft twee busknooppunten: het ZOB (centrale busstation) bij het spoorwegstation en de Kaiserplatz in het stadscentrum. De onderneming Rurtalbus verzorgt sedert 2019 een dicht busnet van voornamelijk stads- en scholierenbuslijnen, maar er zijn ook enige streek- en snelbusdiensten.  De stadsdiensten doen ook de gemeente Kreuzau ten zuiden van Düren aan. De meeste van de stadsbussen rijden tijdens de kantooruren eenmaal per uur. In het weekend en 's avonds is het openbaar busvervoer beperkt tot enige belbussen en een viertal nachtbuslijnen.

## Economie, onderwijs e.d.

### Industrie
Düren heeft een traditie van familiebedrijven (de fabrikantenfamilies Hoesch en Schoeller speelden eeuwenlang een voorname rol) in de sectoren papierindustrie, ijzer- en staalindustrie, textiel- en chemische industrie. Nog steeds is, vooral in de dorpen rondom de stad, deze industrie van belang.
Op het terrein van een in 1903 opgerichte en in 2005 failliet gegane glasfabriek is een bedrijfsverzamelgebouw en een sociale werkplaats gevestigd. Daarnaast heeft de stad, aan haar uitvalswegen, vijf overwegend bij midden- en kleinbedrijf in gebruik zijnde  bedrijfsterreinen, die deels de grenzen van de buurgemeenten overschrijden. 

### Dienstensector en onderwijs
In de stad is een schoonmaak-, glazenwassers- en beveiligingsbedrijf met 7.200 medewerkers gevestigd. Deze onderneming, qua personeelsbezetting de grootste van de stad, voert ook kleine reparaties aan gebouwen en installaties uit en is in geheel Duitsland actief. Dat laatste geldt ook voor een in dienstverlening aan de medische sector gespecialiseerd softwarehuis, dat meer dan 3.700 artsen in geheel Duitsland als klant heeft en in deze branche het grootste van Duitsland is.
De stad heeft drie "gewone" ziekenhuizen, waarvan één in Birkesdorf en één in Lendersdorf, een psychiatrisch ziekenhuis en een privékliniek. Daarnaast is er het regionale bestuurskantoor van de Kreisverwaltung, een Amtsgericht, een belastingkantoor en een aantal andere ambtelijke instanties, die in een stad van deze omvang gebruikelijk zijn. Een opvallend overdekt winkelgebouw, halverwege de busknooppunten Kaiserplatz en ZOB (station) gelegen, is het moderne, ruim vijftig winkels bevattende StadtCenter, dat in 2005 is gebouwd.

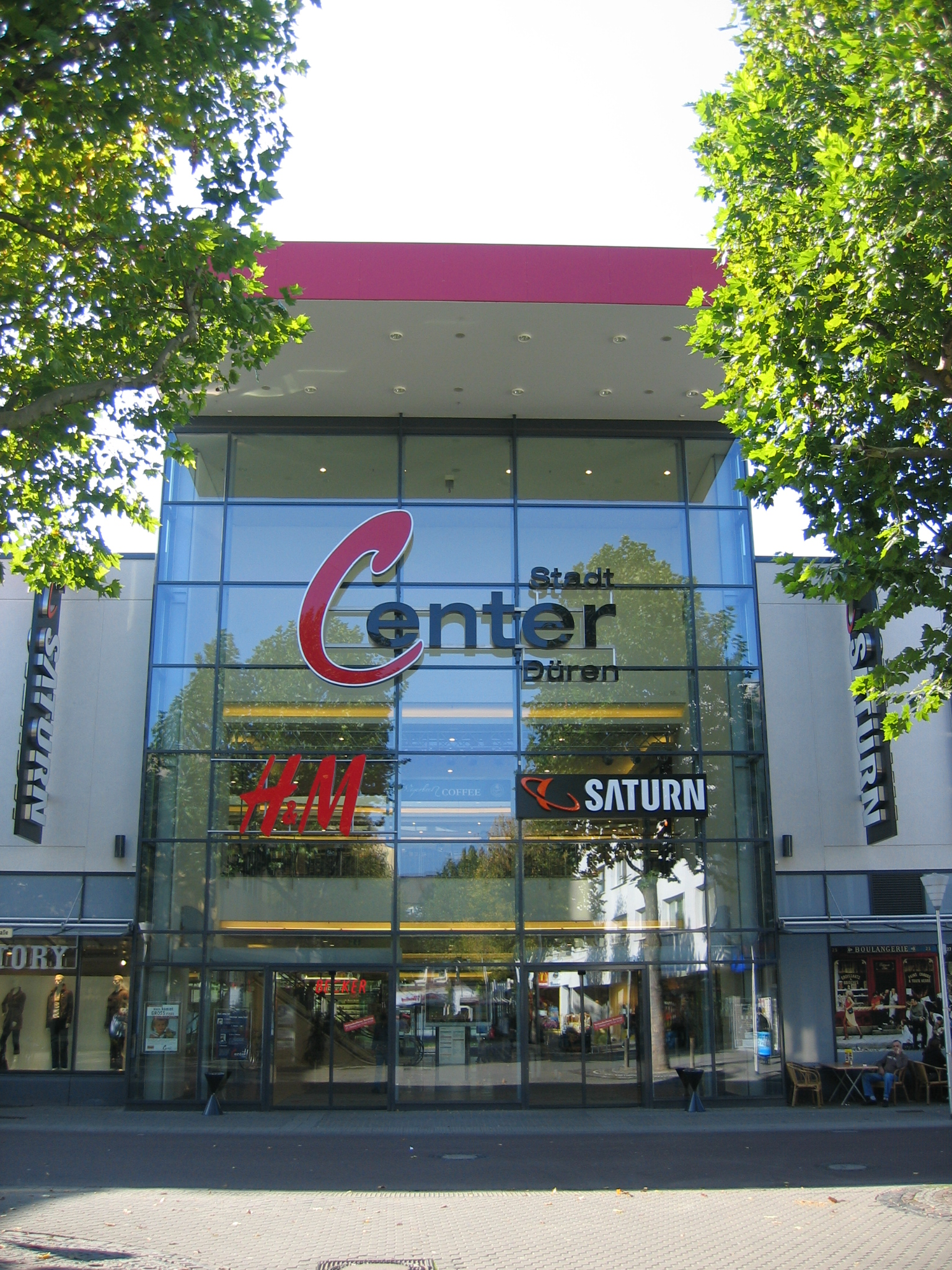
StadtCenter
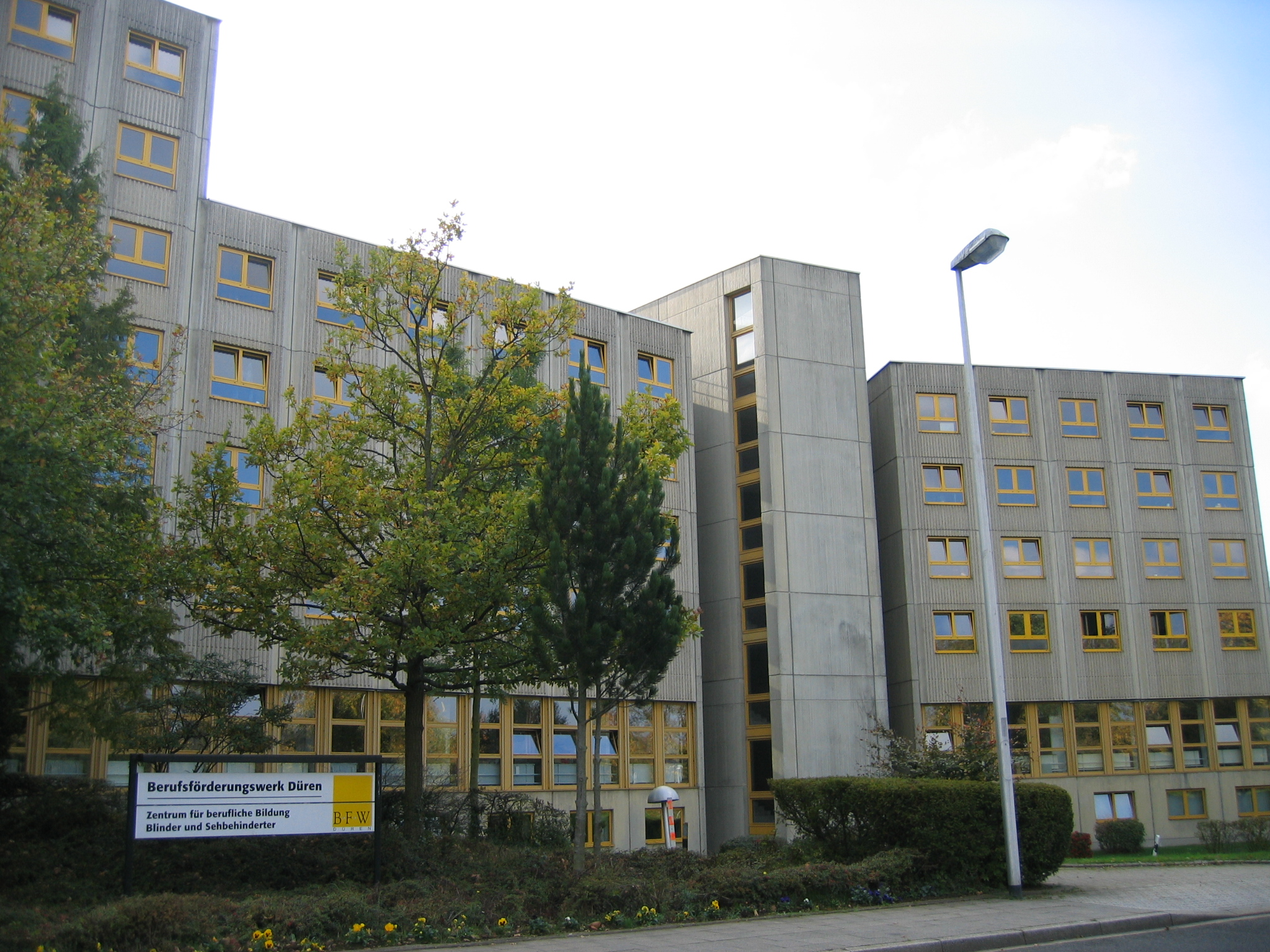
Berufsförderungswerk

In de stad staat een van de ruim dertig Berufsförderungswerke van Duitsland. Dit zijn belangrijke instellingen om mensen met een handicap te scholen of in de praktijk te trainen voor een beroep. Het Berufsförderungswerk van Düren is gericht op blinden en slechtzienden. Düren bezit enige gymnasia met een goede reputatie, waaronder één, waar de voertaal van een deel van de lessen Frans is.

## Geschiedenis
In het gebied van de gemeente Düren was reeds in het Mesolithicum, ruim 5100 jaar voor het begin van de jaartelling, sprake van menselijke bewoning, zie Arnoldsweiler. In de tijd van Julius Caesar leefden hier de Keltische stam der Eburonen, en na hun ondergang de Ubiërs. Er volgden vier eeuwen waarin Romeinen, Germanen en Kelten een gemengde, uiteindelijk overwegend Frankische, bevolking deden ontstaan. Er zijn uit deze tijd daterende van reliëfs voorziene stenen, gewijd aan de zgn. matres of matrones gevonden.
De stad Düren is ontstaan uit het "Marcodurum" (= Gallo-Romeinse vestiging/versterking) dat rond het jaar 70 n. Chr. genoemd werd door de schrijver Tacitus. Bij deze op één dagmars van zowel Keulen als Aken gelegen plaats kruiste de belangrijke Romeinse heirbaan Keulen - Aken - Gallië de Roer. 

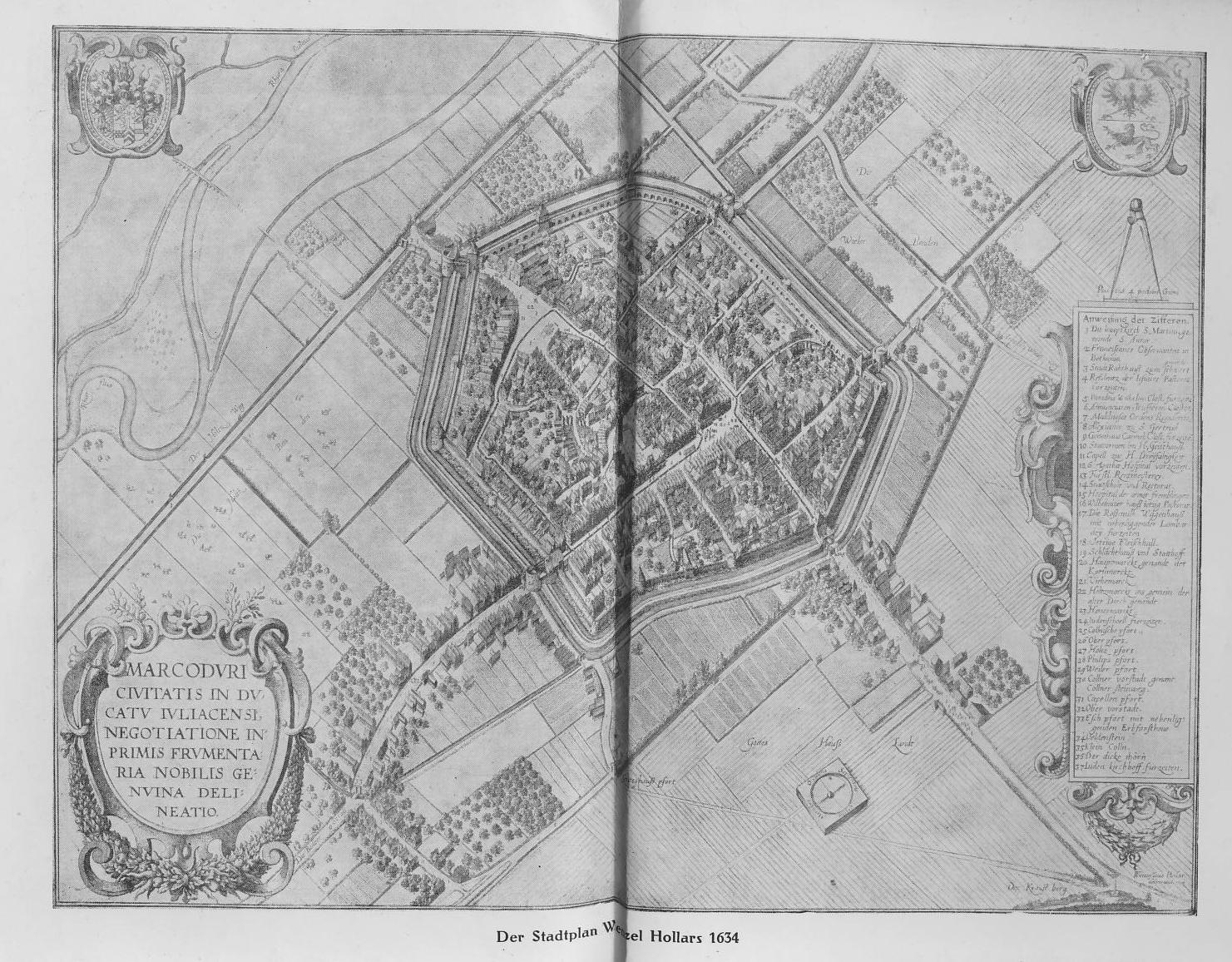
Kaart van Düren uit 1634
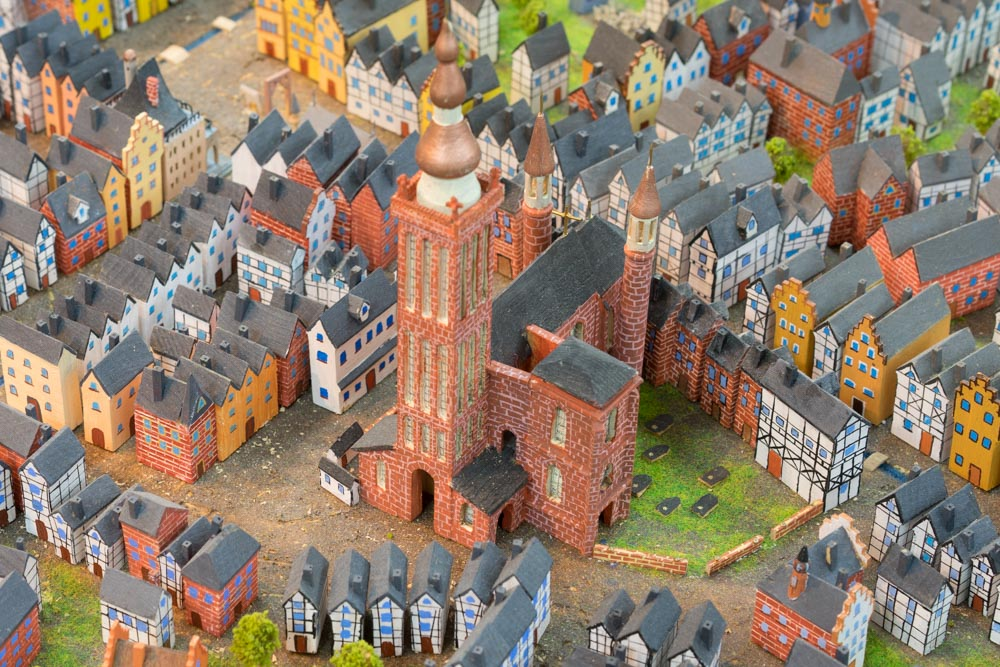
Bij deze kaart behorende maquette met de oude Annakerk (collectie Stadtmuseum)

In 748 kreeg het de status van "Vila duria" (= erkende stad) en in 774 werd het als Frankisch koningsoord genoemd: Pippijn de Korte, de vader van Karel de Grote,  stichtte er een palts. In 882 werd Düren door Vikingen geplunderd. In 1212 kwam de stadsomwalling gereed. In 1241 verloor Düren haar status van vrije rijksstad en werd ze deel van het Graafschap Gulik, later het Hertogdom Gulik. De Gulikse leeuw siert om die reden nog steeds de onderste helft van het veld van het stadswapen van Düren.
In 1543 werd de stad tijdens de 3e Gelderse Erfopvolgingsoorlog door keizerlijke troepen bestormd en veroverd, en liep daarbij zware schade op. Twintig jaar later was de hierbij deels verwoeste St. Annakerk weer hersteld. Intussen was het effect van de Reformatie beperkt gebleven; de protestanten zijn tot op de dag van vandaag numeriek ver in de minderheid ten opzichte van de rooms-katholieke christenen.
Afgezien van de Tweede Wereldoorlog was de 17e eeuw (en ook het eerste kwart van de 18e eeuw) de meest rampzalige periode in de stadgeschiedenis: inname in 1614 door Spaanse troepen onder Ambrosio Spinola, verwoesting door Hessische troepen in 1642, diverse pestepidemieën en nog eens oorlogsgeweld rond 1679. Het aantal inwoners van Düren daalde tot circa 1.800 in 1713. Wel was reeds in de 17e eeuw, mede door het zeer zachte en dus voor deze bedrijfstakken zeer geschikte water van de Rur, de papier- en textielindustrie op gang gekomen.
Düren ligt in het gebied van de Roerrandbreuk, die deel uitmaakt van de Beneden-Rijnslenk. Deze geologische omstandigheid maakt, dat het gebied, waar Düren in ligt, gevoelig is voor lichte tot middelzware aardbevingen. De Aardbeving bij Düren op 18 februari 1756 was de sterkste aardbeving die ooit in Duitsland is waargenomen (op basis van gereconstrueerde historische gegevens berekende magnitude: 6,4 op de schaal van Richter, epicentrum bij de stad Düren) en een van de grootste bekende aardbevingen in West-Europa in de geschiedenis. De aardbeving werd gevoeld in grote delen van Nederland en België en tot in Londen, Halle en Straatsburg. De schade was aanzienlijk, maar het aantal slachtoffers bleef beperkt tot 4 doden, van wie twee in Düren zelf.
In 1841 kreeg Düren een spoorwegverbinding met o.a. Keulen en Aken, wat de industrialisering een sterke impuls gaf.
Voor de economische geschiedenis van Düren in de 19e eeuw waren de families Hoesch en Schoeller zeer belangrijk. Vooral laatstgenoemde bracht veel industriëlen en fabrieksdirecteuren voort, van wie verscheidenen de stad uit liefdadigheid ruim begunstigden. De late 19e eeuw was de grootste bloeiperiode van Düren. De welvarende stad had in 1880 17.368, en in 1900 zelfs ongeveer 27.000 inwoners (onder wie 50 miljonairs), en talrijke scholen, openbare instellingen en door fabrikanten bewoonde villa's. Ook het (in de nazi-tijd bloedig verwoeste) joodse leven bloeide: er stond een fraaie synagoge te Düren en één te Gürzenich. In de buurt, waar nu de Satellitenstadt staat, lag tot en met de 19e eeuw een groot terrein met daarop een baksteenfabriek. Later was hier een tijdelijke hal voor zeppelins, die in de Eerste Wereldoorlog voor verkenningen boven en luchtaanvallen op Frankrijk werden gebruikt; dit alles werd in 1918 gesloopt. 
Van 1919-1929 was Düren op grond van de Vrede van Versailles, eerst korte tijd door Engeland, daarna door Frankrijk bezet. De crises van 1923 en 1929 troffen de stad zwaar.
In 1944 kwam Düren in het frontgebied van de Tweede Wereldoorlog te liggen. Al op 19 juli 1944 vielen bij een geallieerd bombardement 123 doden in de stad. In september-december 1944 vond op minder dan 30 km van de stad de -door de geallieerden verloren- Slag om het Hürtgenwald plaats. Het zwaarste bombardement was op 16 november 1944, verwoestte de stad voor 90% en eiste 3.106 mensenlevens. Eerder hadden de Duitse autoriteiten de bevolking van Düren, alsmede de talrijke voor het oorlogsgeweld in de streek rond Aken gevluchte mensen, geadviseerd, de stad te ontruimen, maar dit advies werd massaal genegeerd. Na het grote bombardement volgde wel een gedwongen evacuatie. In februari 1945 veroverden Amerikaanse troepen de ruïnes van Düren. Het daarop volgende puinruimen, waarvoor de aanleg van een speciaal mijnspoortje noodzakelijk was, duurde tot 1954. Een deel van het voor recycling ongeschikte puin vormt nog steeds een beboste heuvel achter een supermarkt ten zuiden van de stad. Na enige discussie -velen wilden de stad enkele kilometers zuidelijker herbouwen - werd besloten tot wederopbouw op de oorspronkelijke locatie. 
In de jaren 1950/1960 is de stad heropgebouwd en tot op heden ademt een groot deel van Düren nog steeds de (stads)sfeer uit die tijd uit.
Van 1950 tot 1997 stond de Panzerkaserne in de stad. Hier waren tot 1992 in NAVO-verband militairen uit België gelegerd.
Op 1 januari 1972 werden, in het kader van een gemeentelijke herindeling, de hierboven vermelde stadsdelen aan Düren toegevoegd. Deze dorpen waren tot dan toe zelfstandige gemeenten geweest.

## Bezienswaardigheden

### Musea
- Leopold-Hoesch-Museum, met aangrenzend Papiermuseum: de oorspronkelijke collectie ging in de Tweede Wereldoorlog verloren; in het in 1952 in originele 19e-eeuwse bouwstijl herbouwde, later enige malen uitgebreide, museum bevinden zich kunstwerken van o.a. Duitse expressionisten en van meesters uit de periode van na circa 1950; het zwaartepunt ligt sedert circa 1975 op "kunst op papier", mede door de aanwezigheid van veel papierfabrieken in de omgeving.
- Het Stadtmuseum belicht de rijke geschiedenis van de stad en de directe omgeving.
- Carnavalsmuseum in het ziekenhuisgebouw te Lendersdorf.

### Monumentale gebouwen e.d.
- De Annakerk, bouwjaar 1954-1956, van het puin van de in de Tweede Wereldoorlog  verwoeste stad gebouwd op de plaats van de voor 90% verloren gegane gotische kerk, bevat een reliekschrijn met daarin het hoofd van  Sint Anna.[4] Jaarlijks op 26 juli wordt de relikwie getoond tijdens een processie.
- De Distelrather Kapelle is een kerkje in Distelrath, aan de oostkant van Düren,  met een vermoedelijk in de 11e eeuw gebouwde toren. De bijbehorende kerk ging in de loop der eeuwen verloren, en in 1873 werd een aan de apostelen  Simon en Judas Thaddeüs gewijd kapelletje aangebouwd, dat pas in 1983 voor de rooms-katholieke eredienst werd ingewijd. Het gebouw heeft in de volksmond de bijnaam uilendommetje gekregen, omdat in de toren eeuwenlang kerkuilen nestelden. In de laatste tijd bewonen torenvalken de oude toren, die waarschijnlijk het oudste gebouw van de gemeente Düren is.
- Op 10 locaties in de gemeente, o.a. op de locatie van twee door de nazi's verwoeste synagoges, en bij de voormalige gerstmolen, waar in 1938 de joden door hen samengedreven werden om later de dood te vinden in de vernietigingskampen, zijn als gedenkstenen  grote rechtopstaande steenblokken geplaatst. Dit zijn stèles van de hand van de bekende kunstenaar Ulrich Rückriem. Zie ook Mariaweiler en Arnoldsweiler.
- Een gedeelte van een oude toren (Dicker Turm) en enkele brokken muur zijn nog van de middeleeuwse stadsverdedigingswerken overgebleven.
- De St. Michaelskerk te Lendersdorf (ca. 1500; in de 19e eeuw ingrijpend verbouwd na het instorten van de toren) met fraai retabel van ca. 1550
- In veel tot de gemeente behorende dorpen staan nog een aantal monumentale 18e- en 19e-eeuwse dorpskerken, huizen en boerderijen in de typische Rijnlandse stijl. Ook enkele voorbeelden van industrieel erfgoed en van naoorlogse religieuze architectuur in deze dorpen zijn vermeldenswaard. Zie de artikelen over deze dorpen.

### Natuurschoon, recreatie
- De stad ligt direct ten oosten van het Eifel-gebergte; met name het Hürtgenwald ligt dichtbij.
- Düren is rijk aan kleine en grotere stadsparken en ander openbaar groen. Het bekendste daarvan is het Schillingspark in stadsdeel Gürzenich. Echter, de benaming Grüngürtel (groene gordel) is misleidend: dit is geen stadspark om het centrum heen, maar een woonwijk.
- In de gemeente Düren liggen twee recreatieplassen, de Dürener Badesee en de Echtzersee. Zie ook onder Echtz.
- Door de gemeente lopen ten minste 5 langeafstands-fietsroutes, waaronder de van Botrange in de Ardennen naar Roermond lopende RurUfer-Radweg.
- Een groot evenement, dat normaliter jaarlijks op de laatste zaterdag van juli begint, honderdduizenden bezoekers trekt en een week duurt, is de Annakirmes, een groot volksfeest met kermis.  Aan de spoorlijn naar Heimbach ligt station Annenkirmesplatz, waar tijdens de kermis frequent, soms extra lange, treinen stoppen. Tegelijk met de kermis zijn er in de Annakerk extra missen en andere vieringen ter ere van de H. Anna.

### Culturele instellingen
- Toneelvoorstellingen, ook uitvoeringen van internationaal bekende stukken,  vinden plaats in het in 1991 gebouwde, multifunctionele gebouw Haus der Stadt ten noorden van het centrum. Het Haus der Stadt  huisvest ook de stedelijke openbare bibliotheek en een multicultureel jongerencentrum.
- Een soortgelijke bestemming kreeg de Pleußmühle, een voormalig industriegebouw van een graanmaalderij; in 1981 wisten jonge krakers, die later steun uit de bevolking en de lokale politiek kregen, de sloop te verhinderen. Het oude molenrad achter de Pleußmühle werd zelfs herbouwd en produceert nu groene stroom voor het gebouw. Ook werd de bijbehorende molenvijver in een parkje "ingebed". Ook een lokale radiozender is hier gevestigd.

## Belangrijke personen in relatie tot de gemeente

### Geboren in de gemeente Düren
- Johann Wilhelm Kals, of ook Jan Willem Kals (* 11 oktober 1700 - Maastricht, begraven 21 februari 1781), Nederlands protestants theoloog
- Friedrich Satzenhoven (1772 of: 1774 – 1825) componist, kapelmeester, muziekuitgever en zanger (tenor)
- Johann Peter Gustav Lejeune Dirichlet (Düren, 13 februari 1805 - Göttingen, 5 mei 1859), wiskundige
- Hermann Heinrich Gossen (* 7 september 1810; † 13 februari 1858 te Keulen), Duits econoom
- Gustav Hoesch (* Düren, 16 juli 1818; † aldaar, 19 februari 1885), grootindustrieel in de staalsector, tevens filantroop, liet de stad bij zijn dood een armenhuis, een ziekenhuis en een gebouw voor het uitvoeren van begrafenissen na.
- Leopold Hoesch (* Düren, 13 januari 1820; † aldaar, 21 april 1899), neef van de voorgaande, grootindustrieel in de staalsector, oprichter van de Hoesch AG; bij zijn dood liet hij de stad Düren zijn villa en kunstcollectie  na.
- Benno Schoeller (* Düren, 26 maart 1828; † aldaar, 1 februari 1908), grootindustrieel in de papierbranche, tevens filantroop, schonk de stad o.a. een ziekenhuis, een gymnasium en gelden, waarvan later een wandelbos en kasteel Burgau zijn gekocht. Schoeller behoorde tot een invloedrijke, wijd vertakte familie, waarvan veel leden ook fabriekseigenaar of -directeur zijn geweest.
- Carl Georg Schillings  (* 11 december 1865 op de Weiherhof te Düren-Gürzenich; † 29 januari 1921 in Berlijn) beroemd, in oostelijk Afrika actief fotograaf, aanvankelijk jager op groot wild, later een van de eerste voorstanders van natuur- en dierenbescherming. In 1905 werd zijn boek Mit Blitzlicht und Büchse,[5] voorzien van 302 (natuur-)foto's van zijn hand, een bestseller. Het Leopold-Hoesch-Museum bezit een door Schillings verzamelde collectie opgezette dieren.

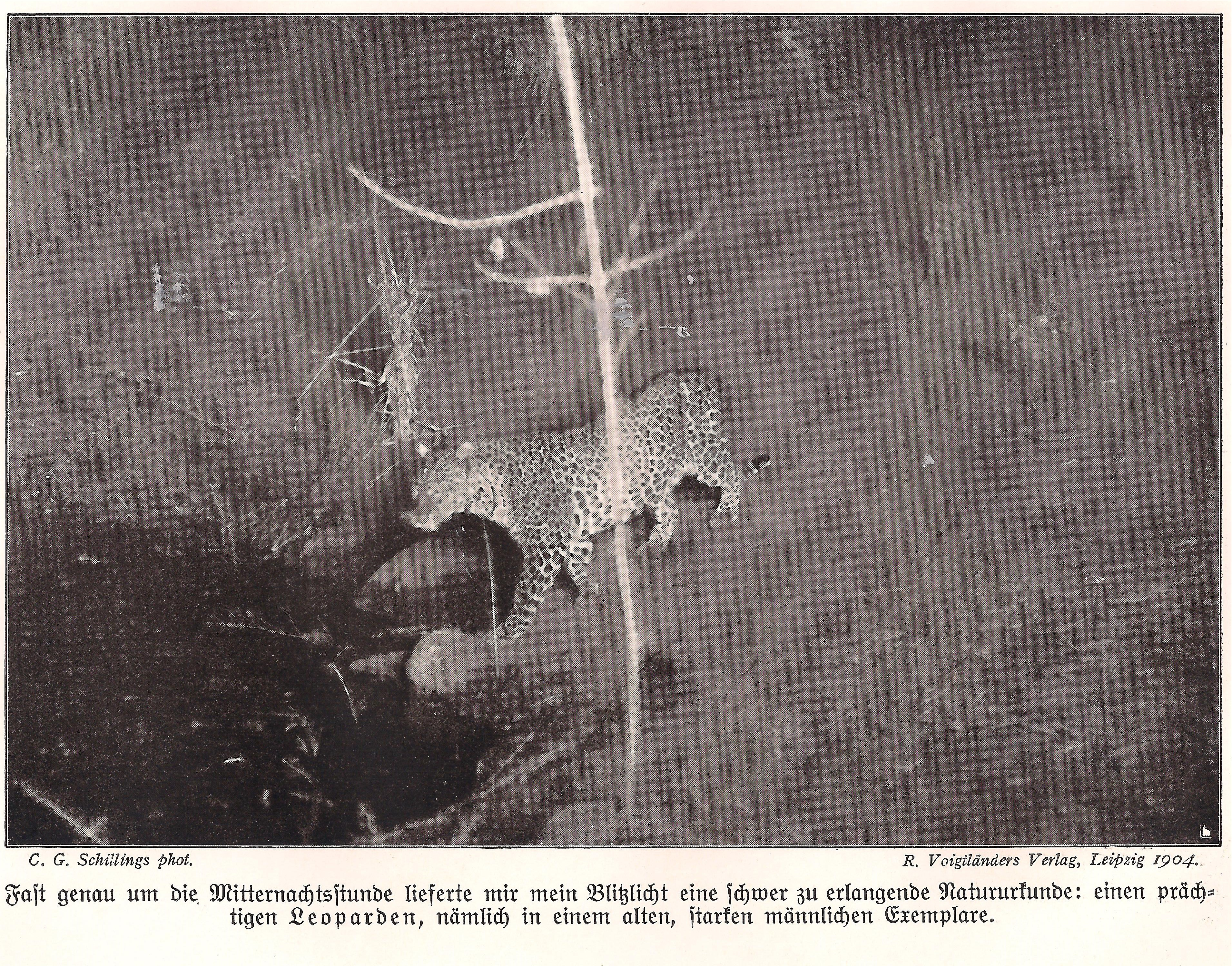
Foto van een luipaard uit Carl Schillings' boek (1904)

- Max von Schillings (* 19 april 1868 op de Weiherhof te  Düren-Gürzenich; † 24 juli 1933 in Berlijn) , broer van de voorgaande; hij was een componist van opera's en andere klassieke muziek in de stijl van Richard Wagner, dirigent en theaterdirecteur; in de laatste maanden van zijn leven bleek hij een fanatiek nazi en antisemiet, hij ontsloeg talrijke joodse musici e.d.
- Rudolf Schoeller (* 27 april 1902 - Grabs, 7 maart 1978), autocoureur uit Zwitserland, nazaat van  de tapijtfabrikant Leopold Schoeller, zie onder
- Georg „Schorsch“ Stollenwerk (* 19 december 1930; † 1 mei 2014 te Keulen), oud-profvoetballer, 23 x Duits international tussen 1951 en 1960; daarna trainer bij o.a. 1. FC Köln.
- Karl-Heinz Schnellinger (1939-2024), oud-profvoetballer, 47 x Duits international
- Margot Eskens (1936-2022),  schlagerzangeres, was vooral in de jaren 50 en 60 van de 20e eeuw succesvol
- Annemarie Zimmermann (Lendersdorf 10 juni 1940), kanovaarster (olympisch goud in 1964 en 1968)
- Toni Schumacher (6 maart 1954), voetballer, 76 maal keeper van het Duits nationaal elftal
- Claudia Neumann (* 1964), sportverslaggeefster
- Lars Vogt (1970-2022), pianist en dirigent
- Christoph Moritz (* 27 januari 1990), profvoetballer
- Wilson Kamavuaka (* 29 maart 1990), profvoetballer, komt uit voor het nationale elftal van Congo-Kinshasa

### Overigen

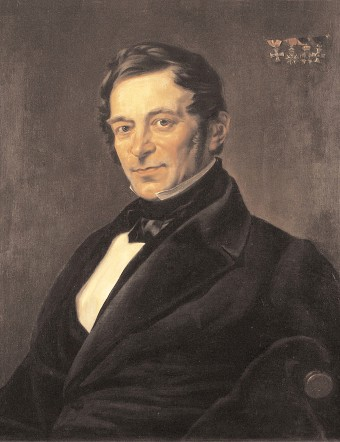
Leopold Schoeller (1792-1884)

- Leopold Schoeller (* 10 juni 1792 op kasteel Schleiden; † 18 december 1884 in Düren), belangrijk tapijtfabrikant
- Rudolf Schock (*1915), lyrische-opera-tenor. Deze overleed op 13 november 1986 in Düren aan een hartaanval en werd in deze plaats ook begraven. De gemeente heeft in 1992 het plein voor het "Haus der Stadt" naar hem vernoemd.
- Manfred Donike (Erftstadt-Köttingen, 23 augustus 1933 - 21 augustus 1995 tijdens een vlucht van Frankfurt am Main naar Johannesburg) was een Duits chemicus en bekend als specialist in dopingonderzoek en hield zich vooral bezig met opsporing van doping in de sport. Donike was woonachtig in Düren-Rölsdorf.
- Oliver Bierhoff (Karlsruhe, 1 mei 1968), oud-profvoetballer, bracht zijn kinderjaren te Düren door

## Afbeeldingen

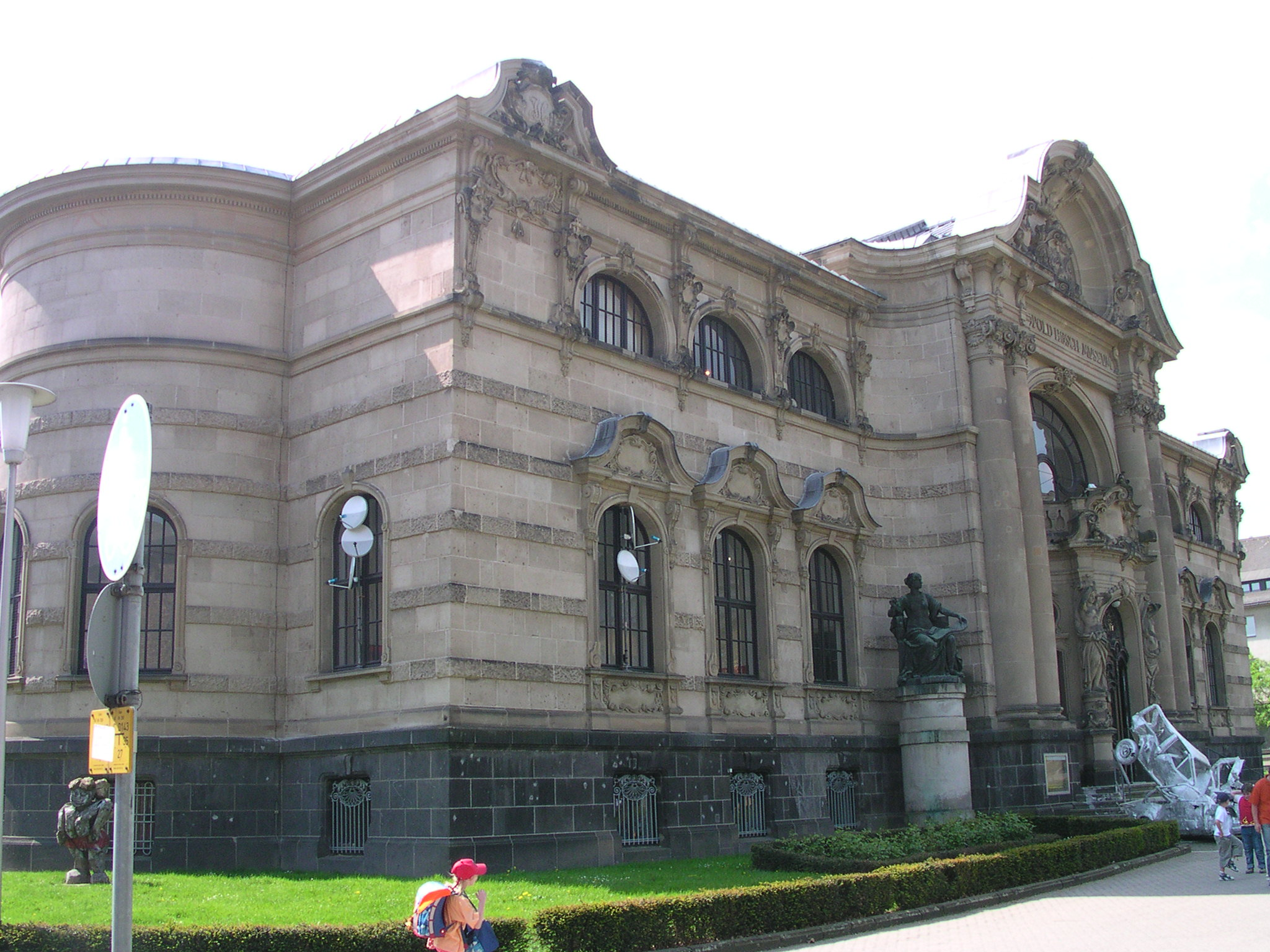
Leopold-Hoesch-Museum
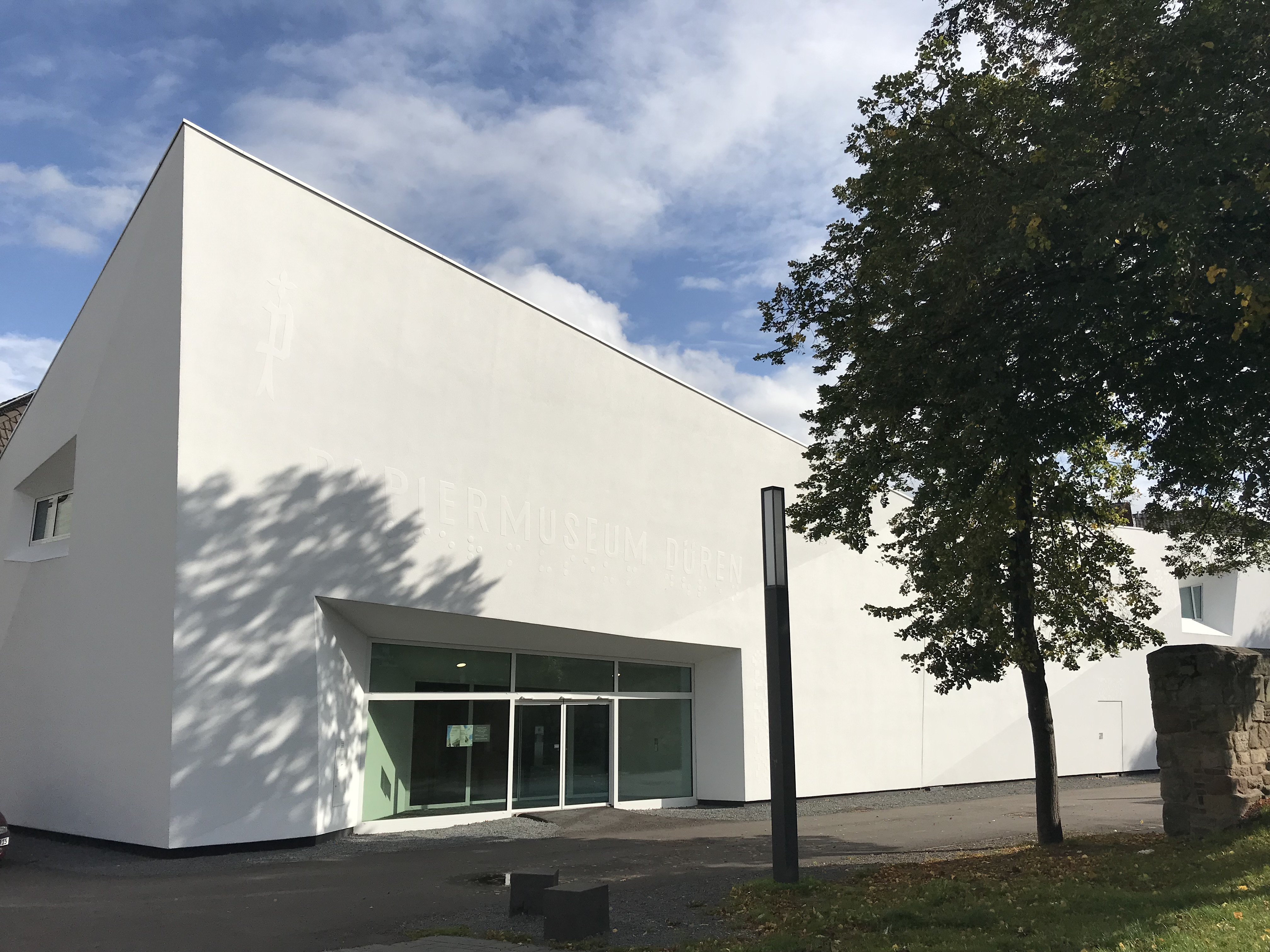
Nieuwbouw Papiermuseum (2019)
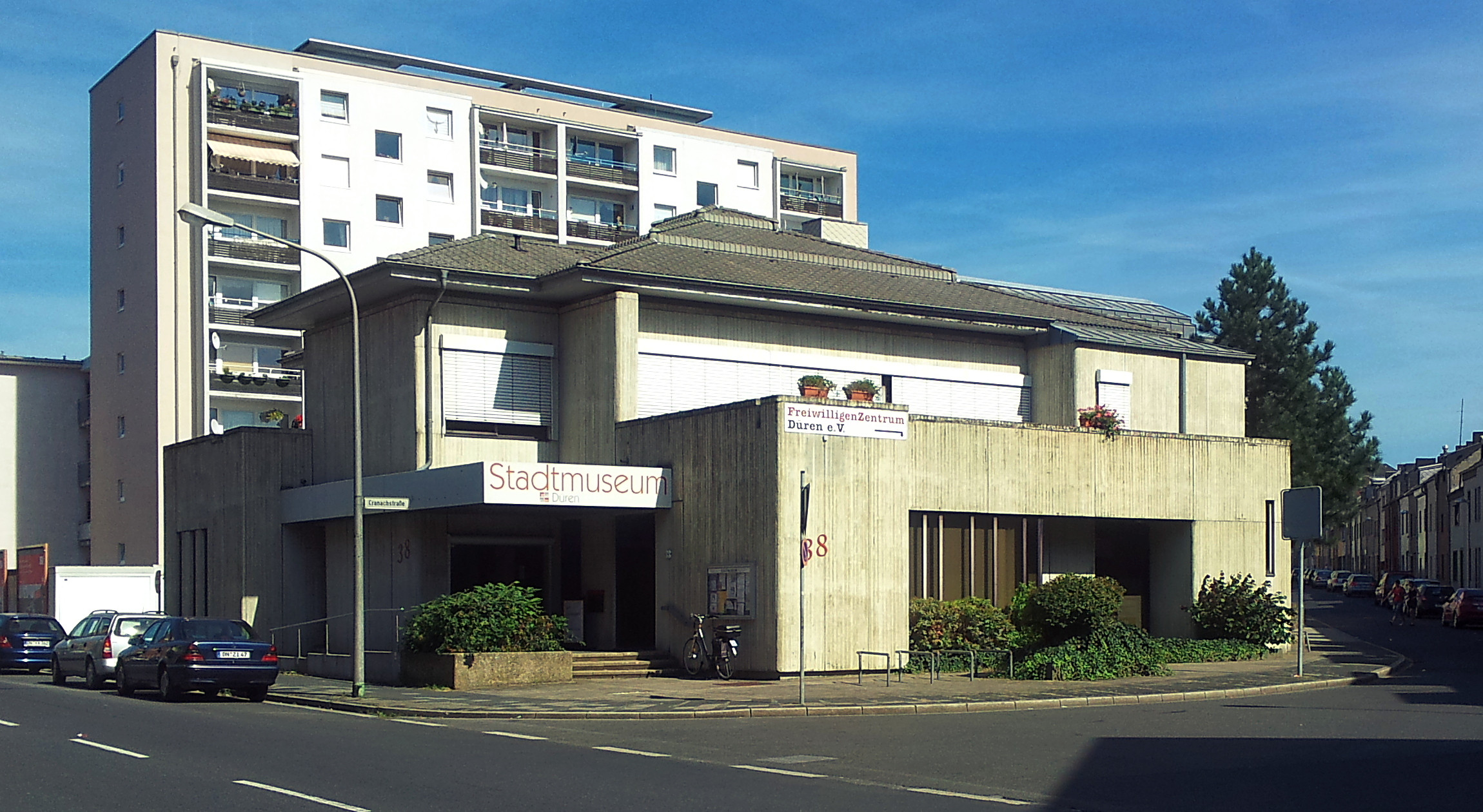
Het in 2009 geopende Stadtmuseum
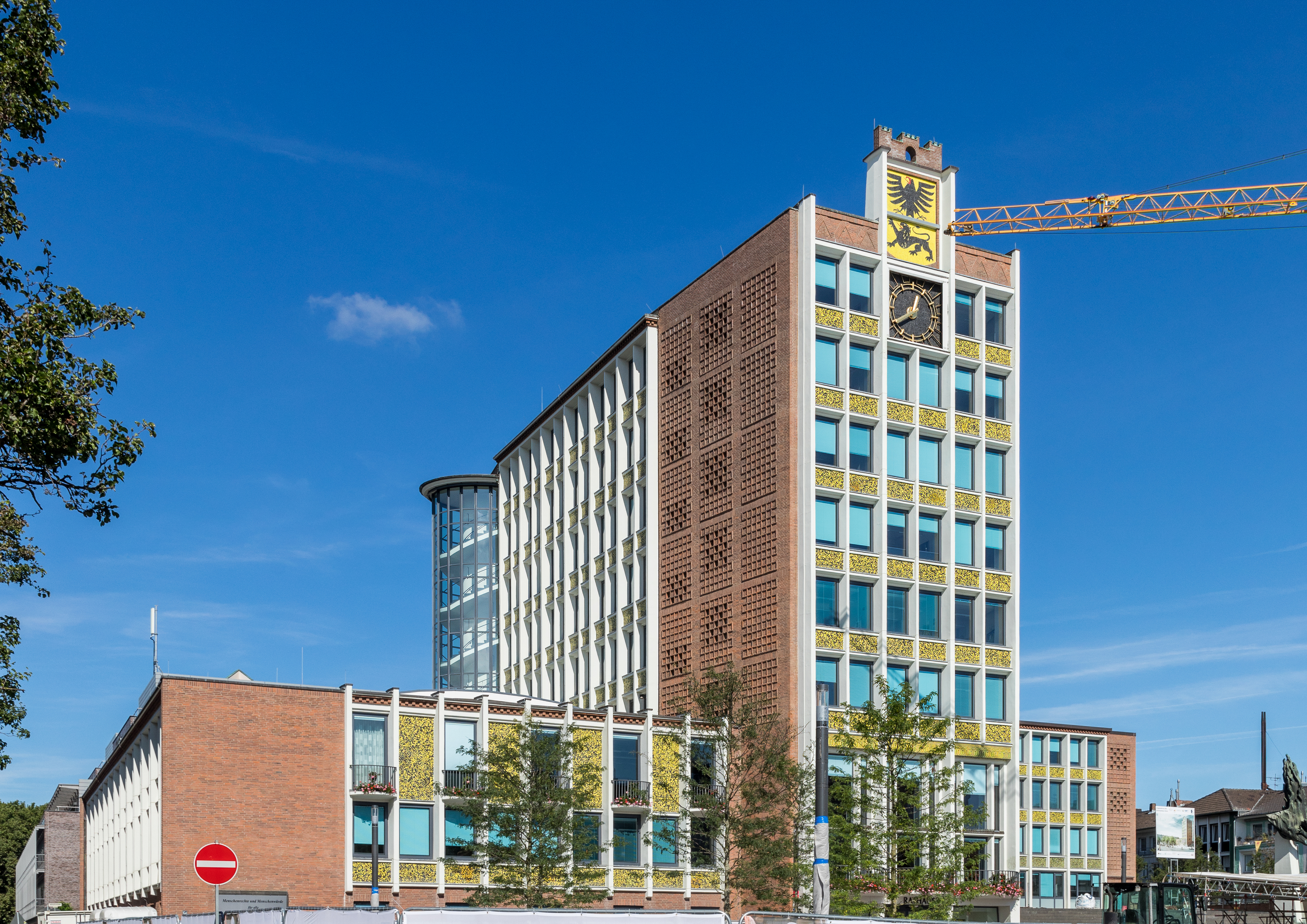
Gemeentehuis
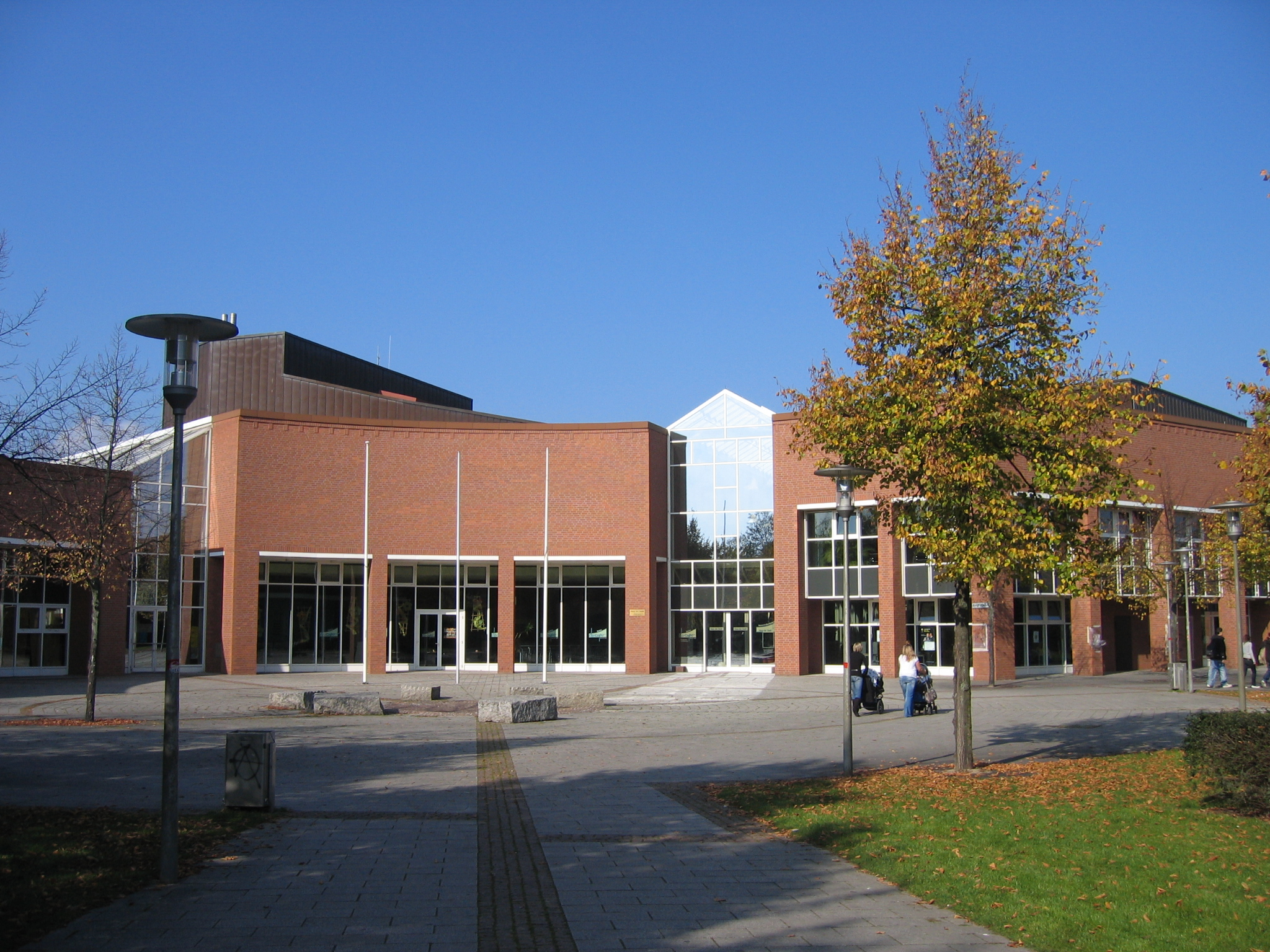
Haus der Stadt
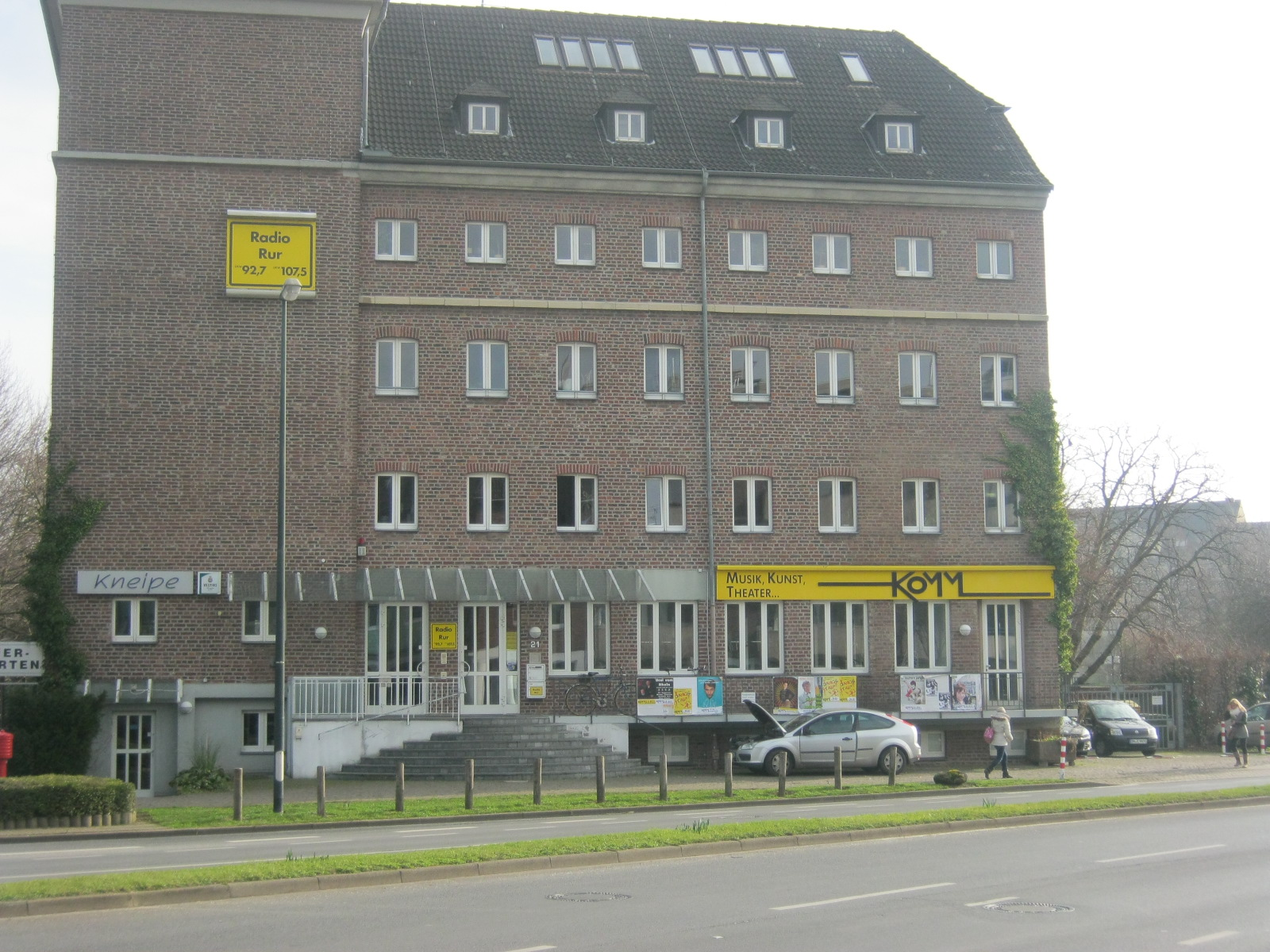
Pleußmühle
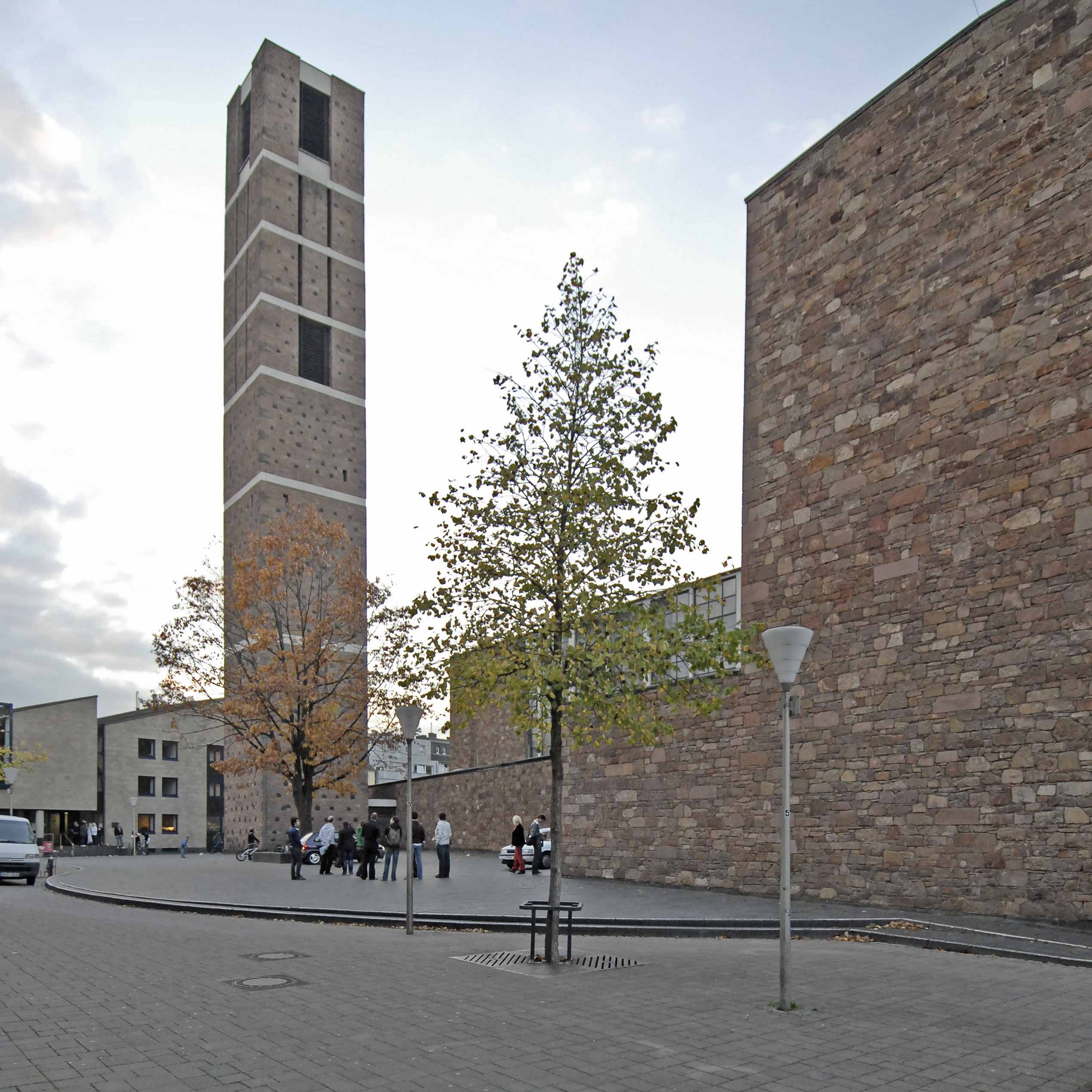
R.K. St. Annakerk, Düren
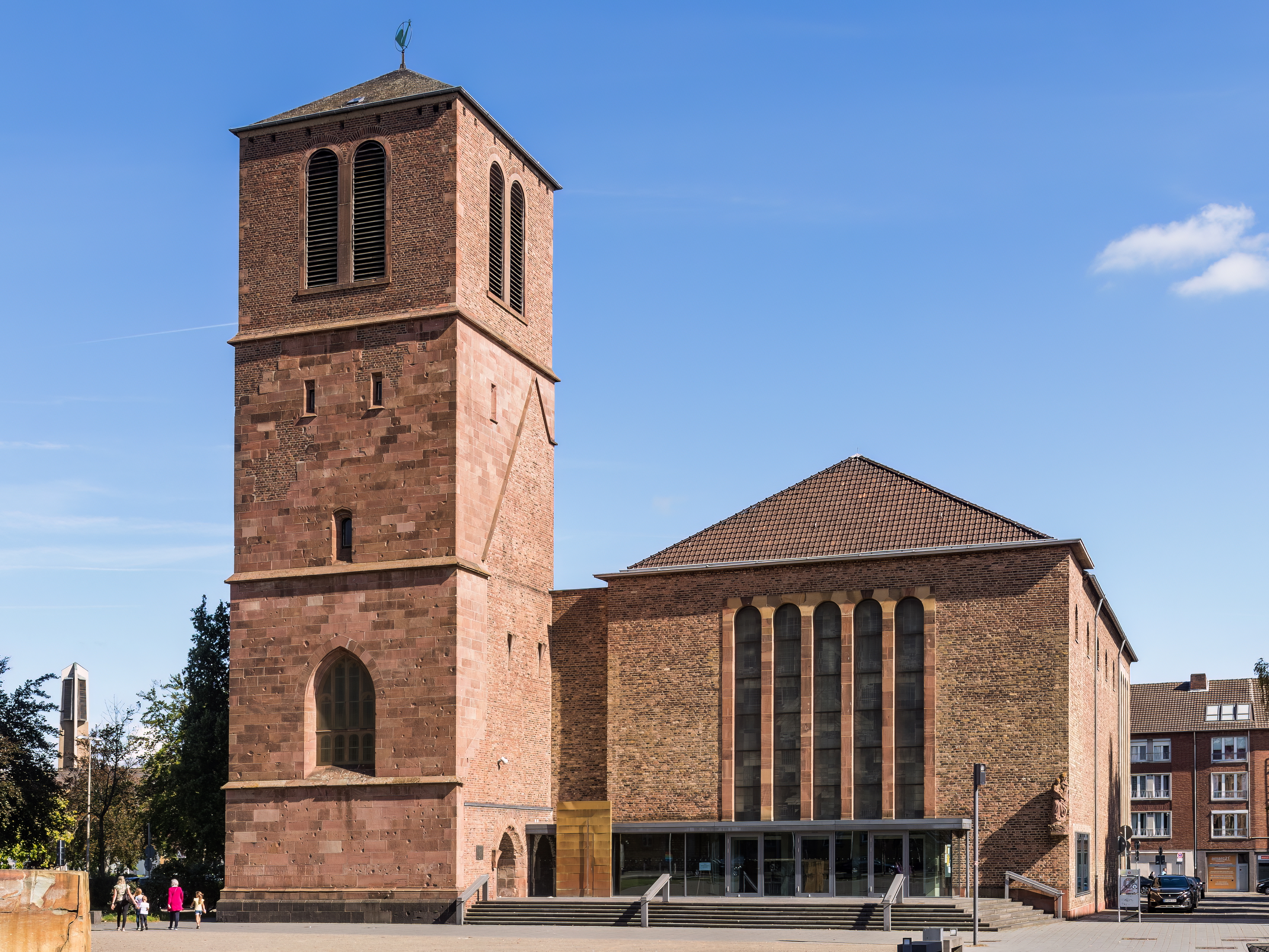
R.K. Mariakerk (1953), Düren
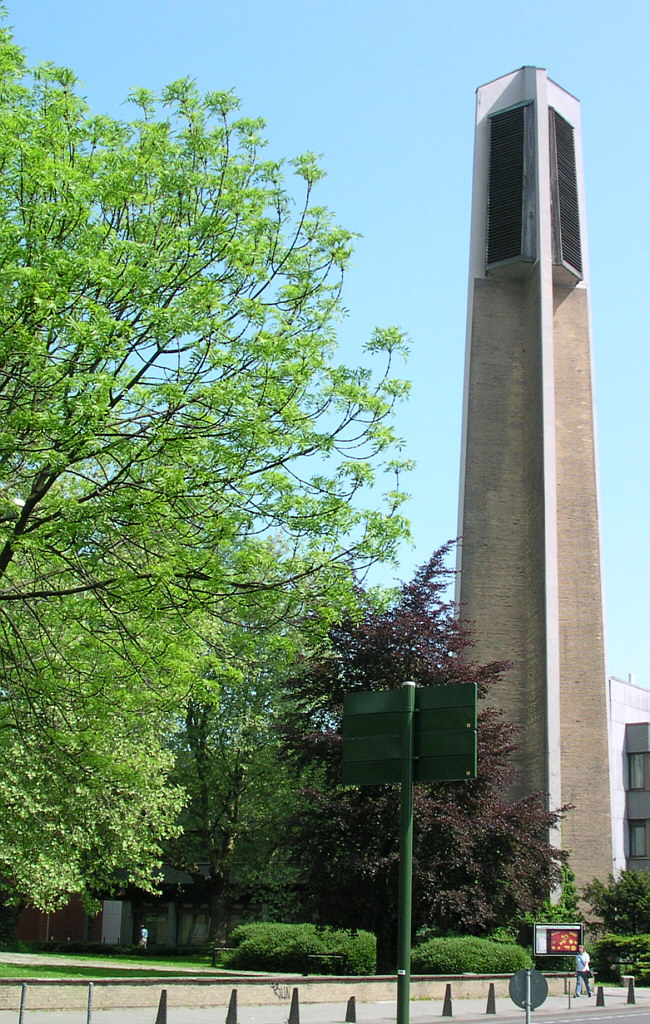
Evang.-lutherse Christuskerk, 1954
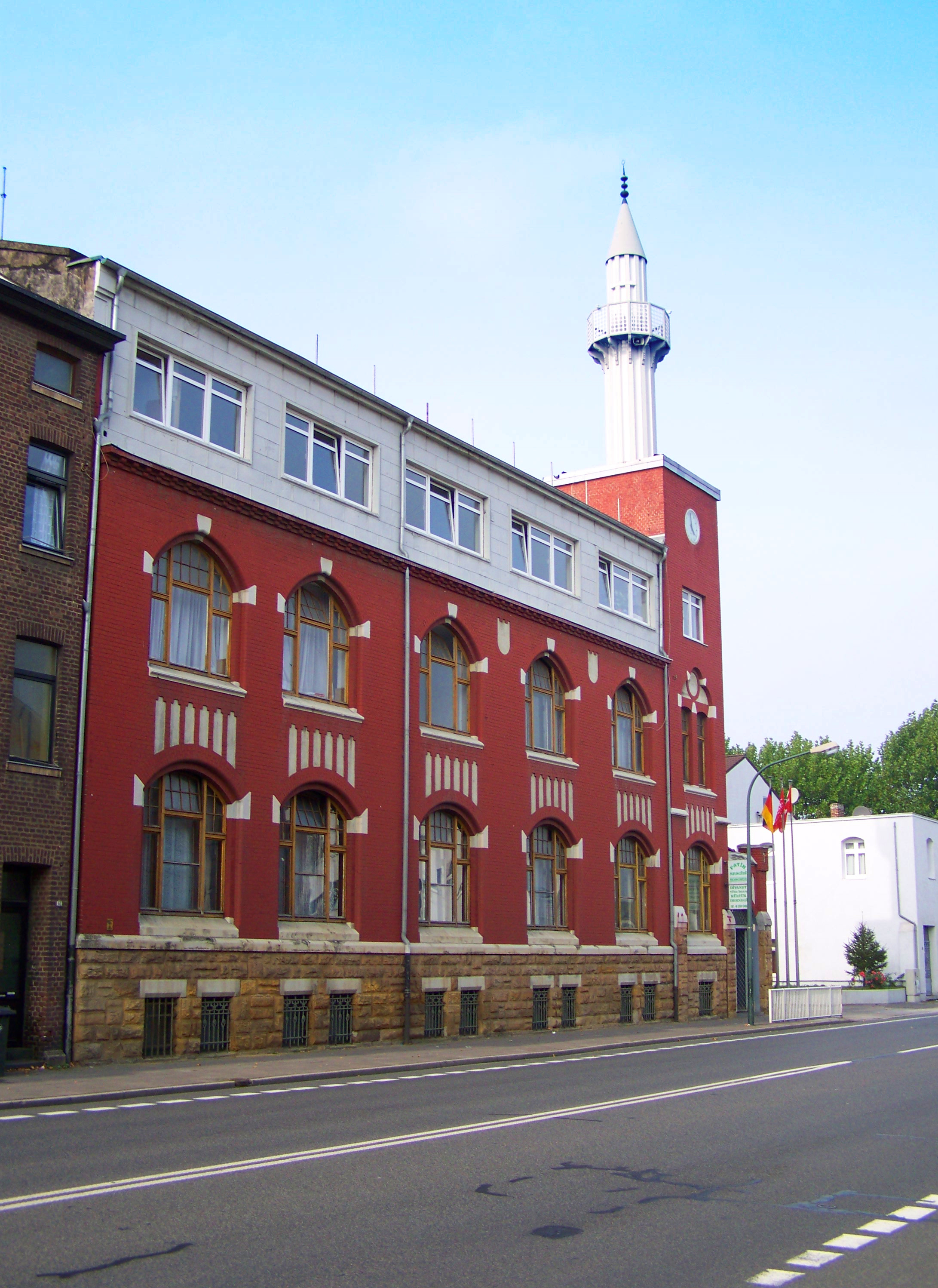
Fatih-moskee, Düren-Nord
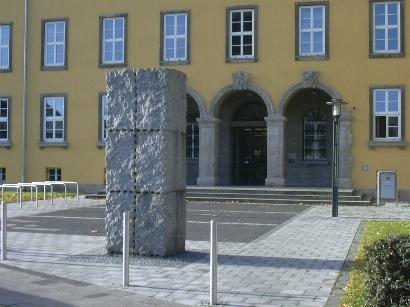
Stèle door Ulrich Rückriem voor het Amtsgericht aan de August-Klotz-Straße
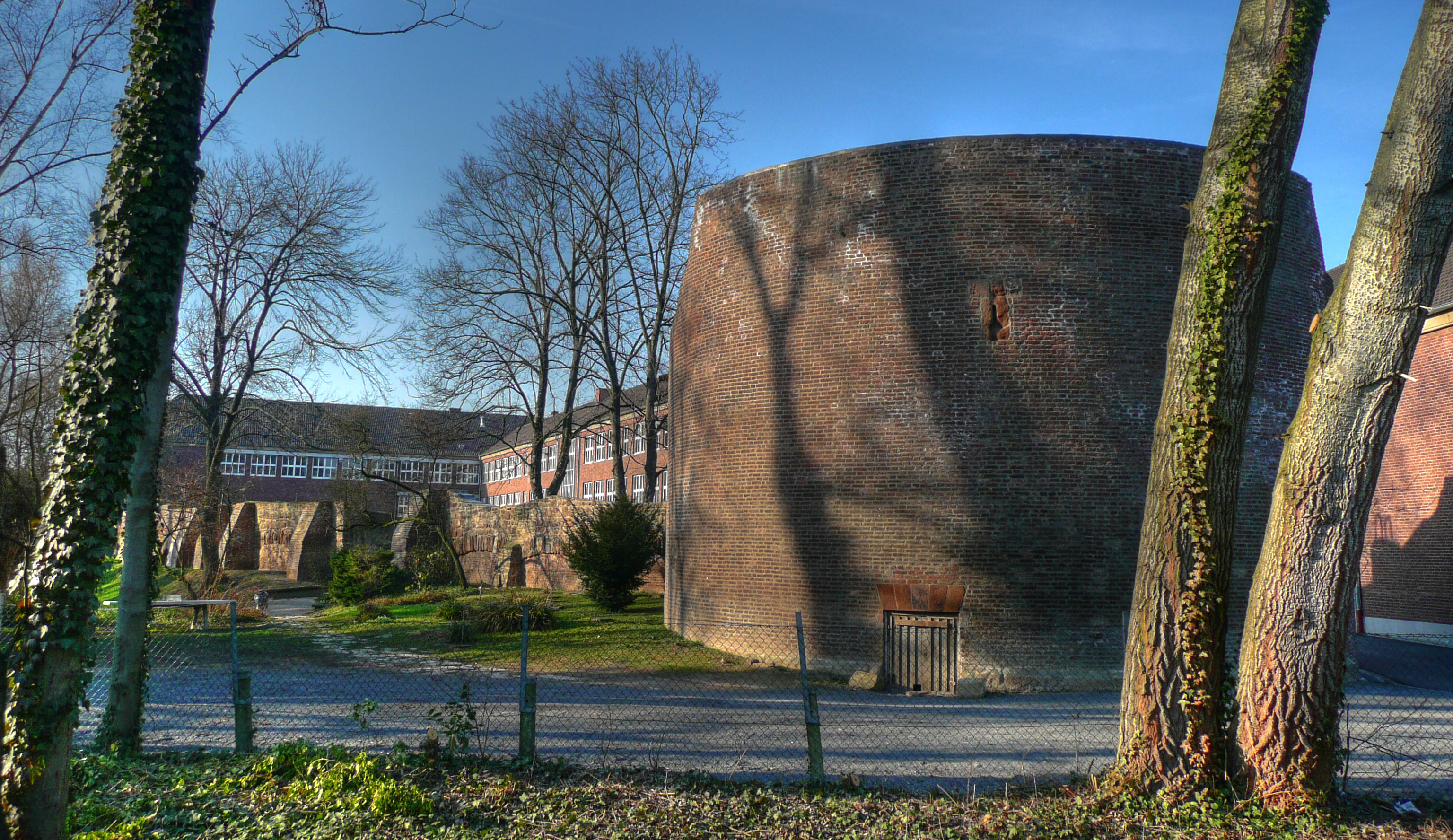
De Dikke Toren en andere restanten van de stadsmuur bij het Stift-Gymnasium
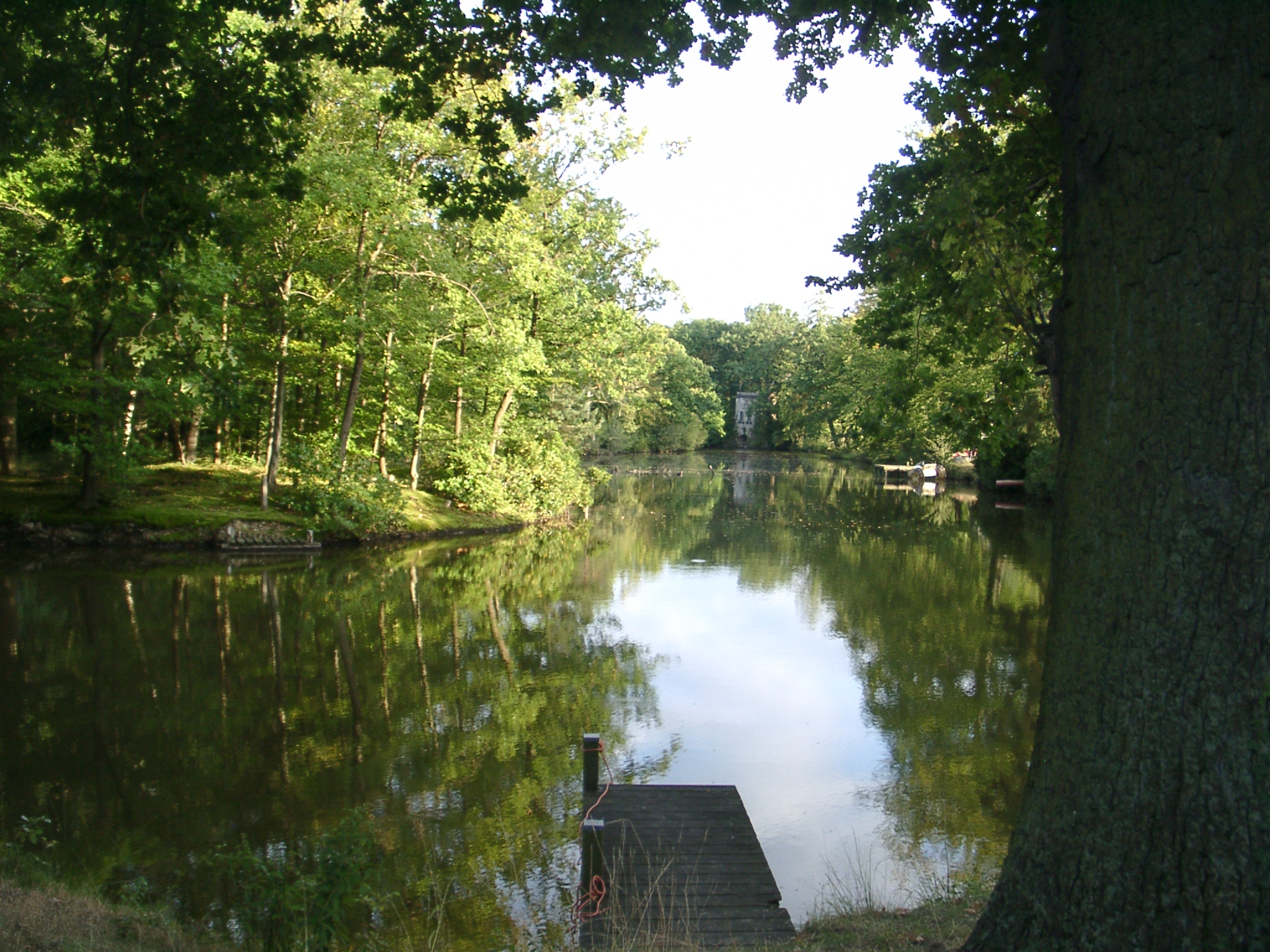
Schillingspark, DN-Gürzenich
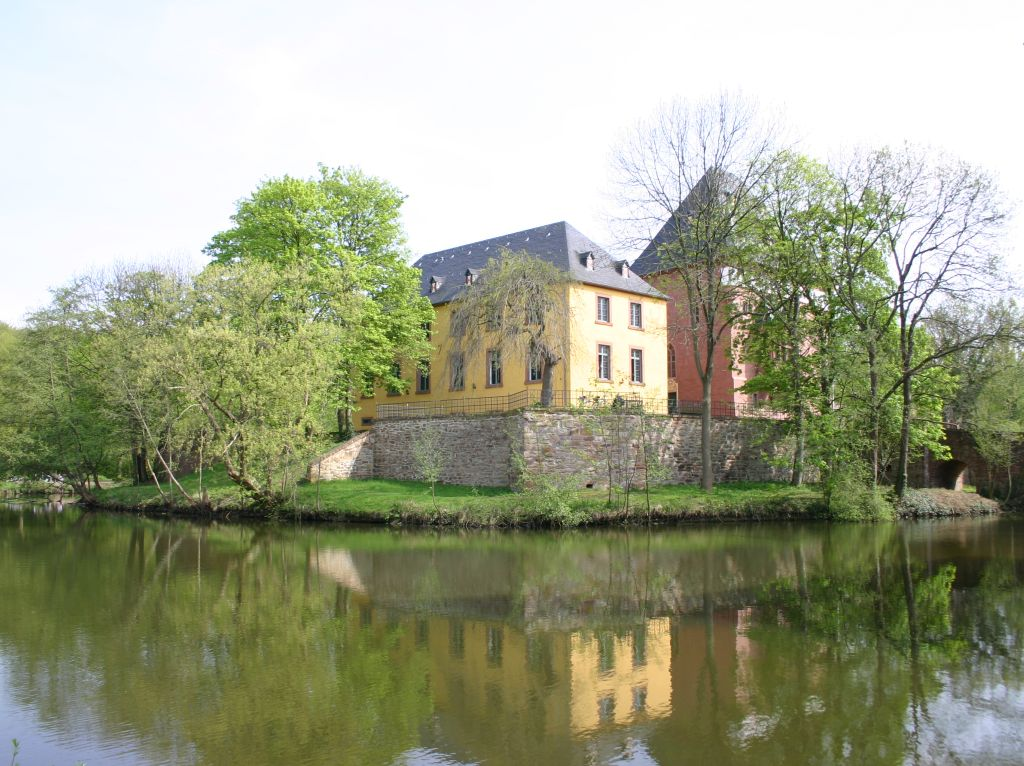
Schloss Burgau
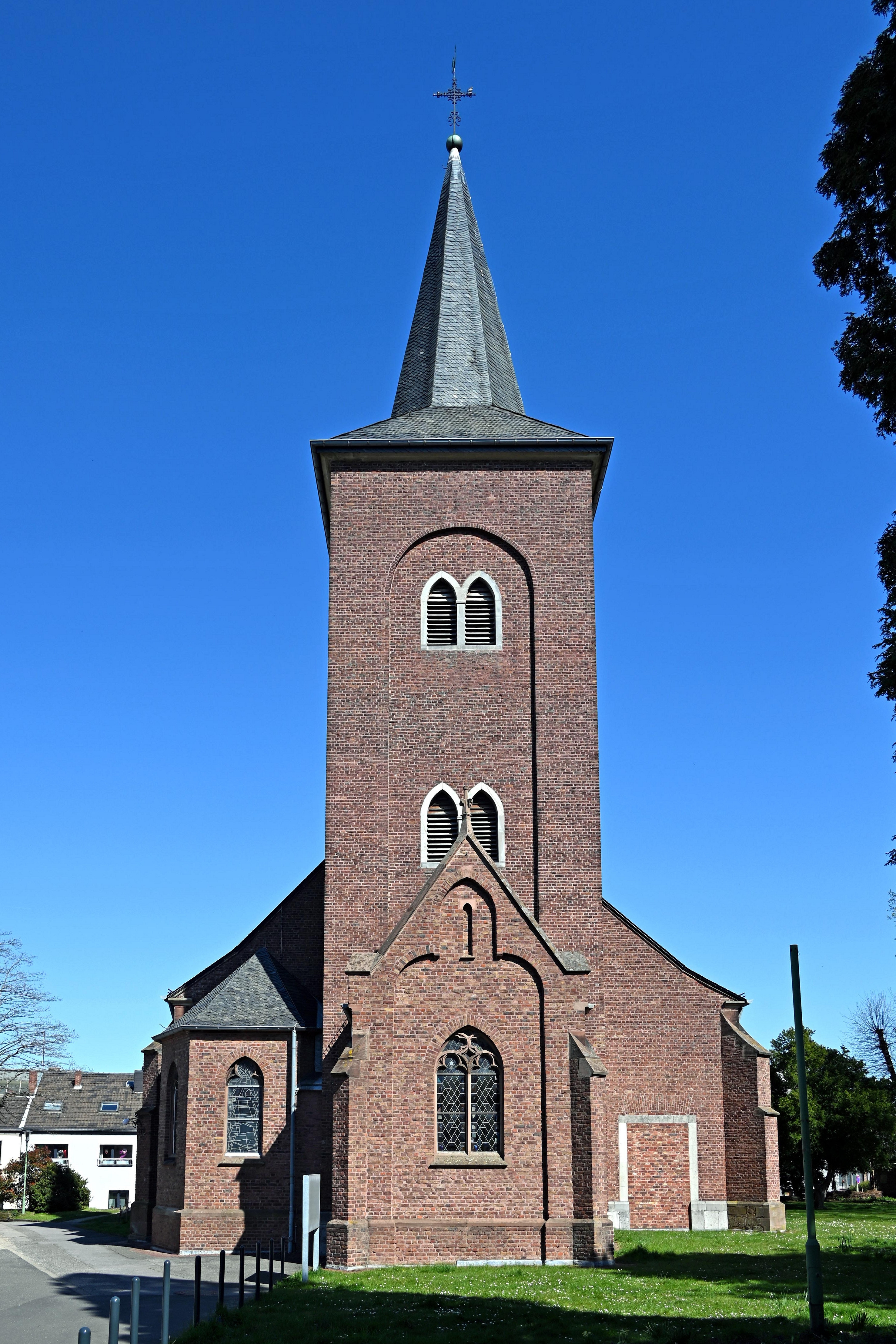
St. Michaelskerk, Lendersdorf
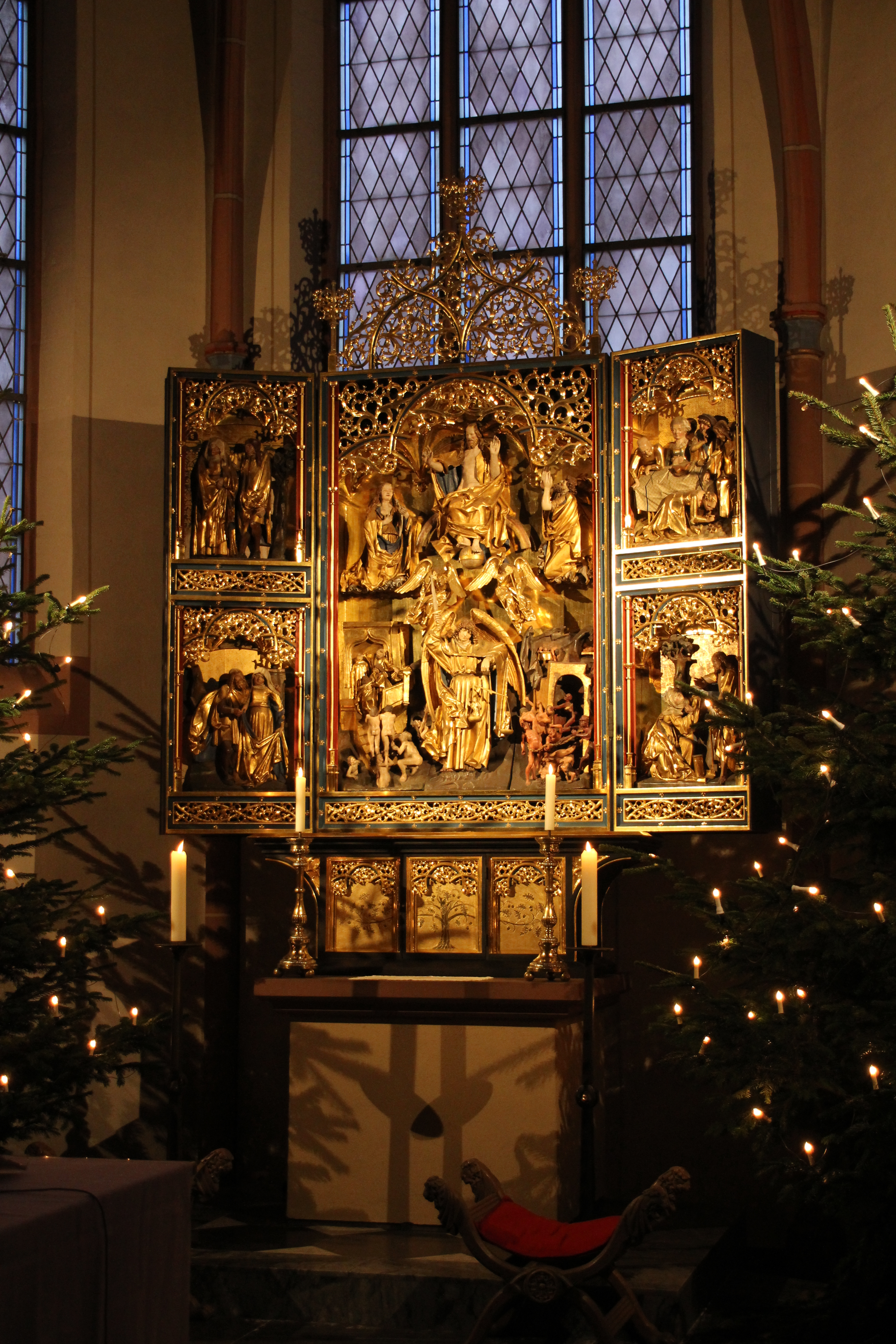
Altaarstuk uit ca. 1550 in deze kerk
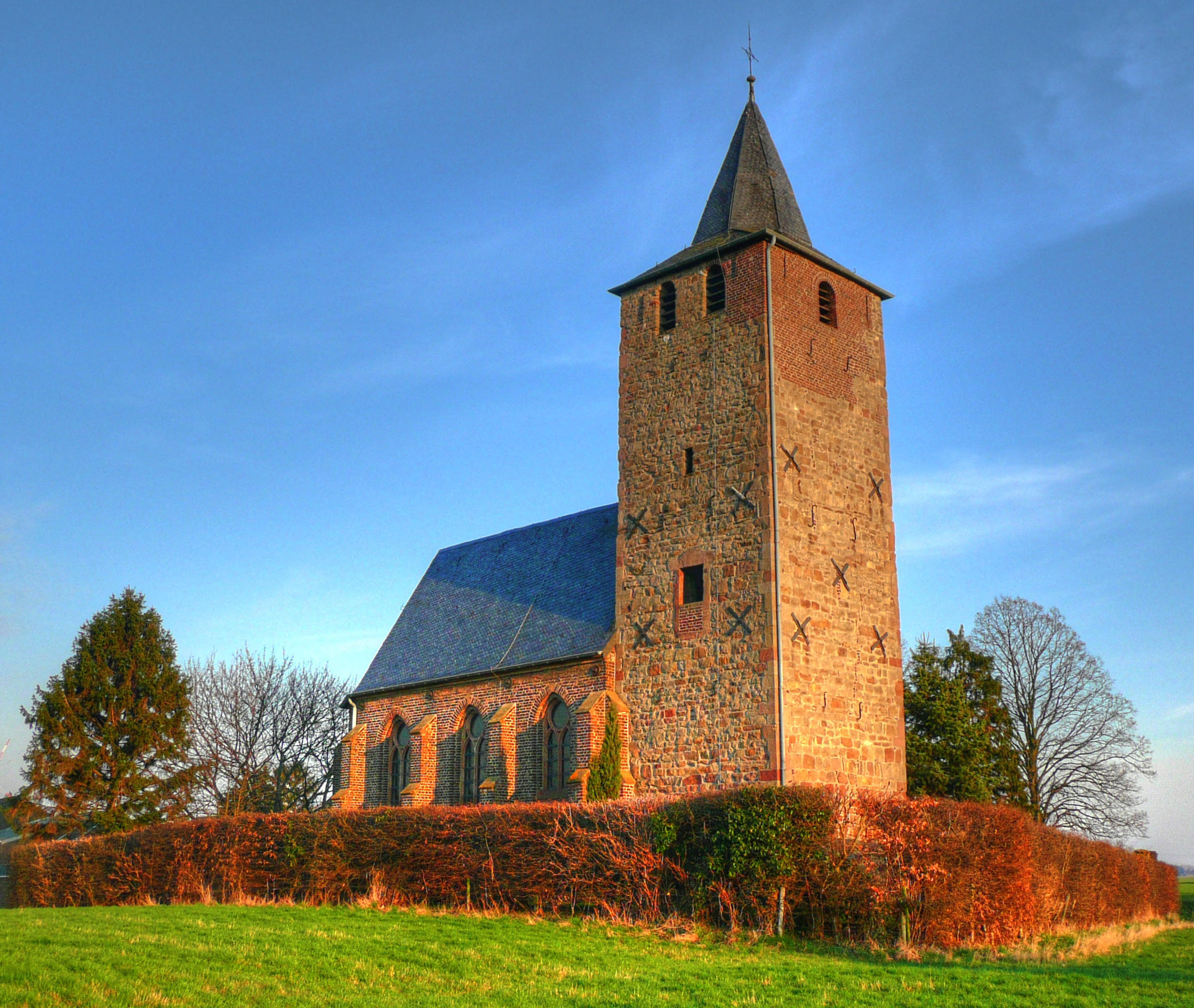
Distelrather Kapel (in dialect: Ühledömche)

### Partnersteden
| Plaats           | Streek          | Land    | Sedert: |
| ---------------- | --------------- | ------- | ------- |
| Altmünster       | Gmunden         | AUT     | 1971    |
| Cormeilles       | Normandië       | FRA     | 1970    |
| Ereğli           | Prov.Zonguldak  | TUR     | 2009    |
| Gradačac         | Tuzla           | BIH     | 2001    |
| Jinhua           | Zhejiang        | CHN     | 2002    |
| Lechbruck am See | Ostallgäu       | Duitsl. | 2012    |
| Stryj            | Oblast Lviv     | UKR     | 2001    |
| Valenciennes     | Hauts-de-France | FRA     | 1959    |

## Sport

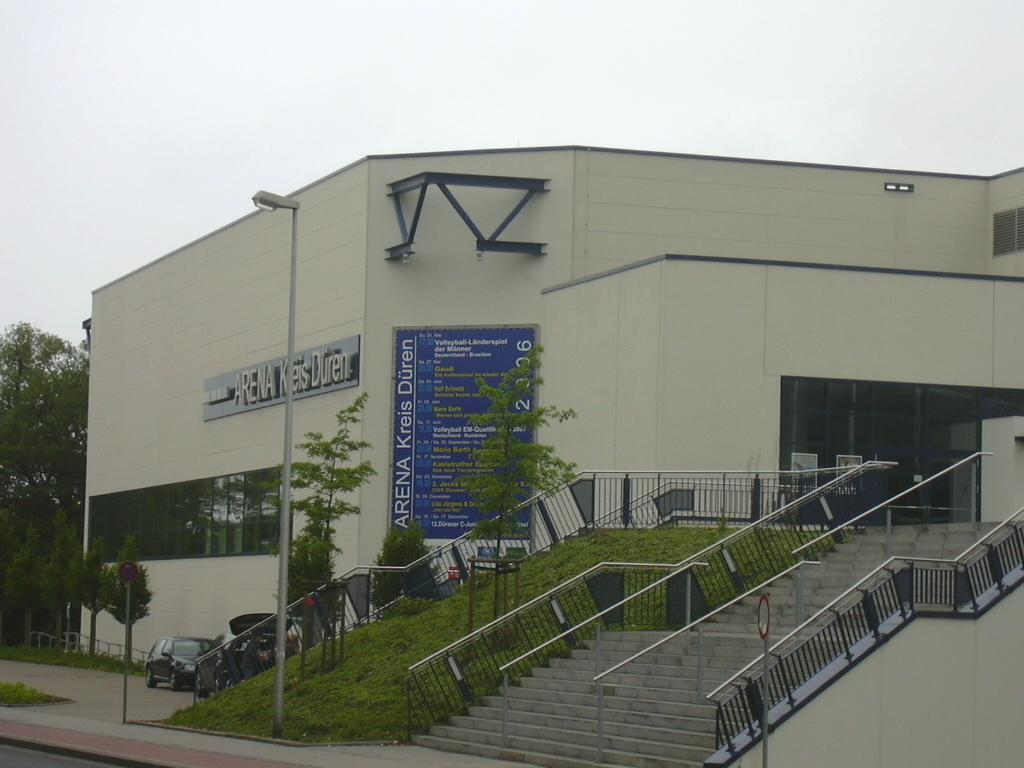
Arena Kreis Düren (bouwjaar: 2004)

Te Düren zijn, zoals in een stad van deze omvang mag worden verwacht, veel verschillende sportverenigingen actief. Enige daarvan hebben meer dan regionale betekenis. De grootste sport- en evenementenhal in de stad, die vooral voor de gymnastieklessen van de scholen en voor thuiswedstrijden van de plaatselijke mannen-volleybalclub, SWD Powervolleys Düren, wordt gebruikt, draagt de naam  Arena Kreis Düren en kan normaliter 2.878 toeschouwers bevatten.
Zie ook de artikelen over de sportverenigingen:
- Dürener SC 03
- Dürener SpV 06
- SC Germania Düren
- Schwarz-Weiß 1896 Düren
- SG Düren 99

## Trivia
- Een ludiek gebeuren tijdens de jaarlijkse Anna-kermis is het in 1974 bedachte wereldkampioenschap kersenpitten-vèr-spugen (wereldrecord bij de mannen: 22,52 meter en bij de vrouwen 16,01 meter).
- In Vlaanderen bestaat het gezegde: "Düren is een mooie stad, maar blijven duren bestaat niet".